# Bianchi
Bianchi (Б'янкі) — з 1885 року італійський виробник велосипедів, автомобілів та мотоциклів. Штаб-квартира знаходиться в Мілані. У 1955 році компанія реорганізувалася у Autobianchi. У 1996 році компанія припинила виробництво автомобілів.

## Едоардо Б'янкі
Едоардо Б'янкі народився 17 липня 1865 року в Мілані, в дуже бідній сім'ї Луїджі і Антоньєтті Конті. У віці чотирьох років хлопчика віддали в сирітський притулок Мартінітт (що існував в Мілані з 1532 року), при досягненні восьмирічного віку Едоардо поступає в учні до коваля. У той час вісім років був мінімальним віком, з якого дозволялось дитячу працю. До двадцяти років він пропрацював підмайстром, поки в один день вирішив кувати власне щастя. У місті на вулиці Ніроне він відкриває власну майстерню з ремонту англійських велосипедів. Потихеньку він почав їх переробляти і покращувати, всього через рік він створює власний безпечний велосипед, у якого переднє колесо було зменшено і наближалося за розміром до заднього, зменшив він і висоту педалей, які приводили в дію задні колеса за допомогою ланцюгового приводу, тим самим ставши прабатьком сучасних велосипедів. Продукція майстерні користувалася непоганим попитом, тому з самого початку Едоардо зробив ставку на якість матеріалів, ретельність збірки та інші фактори, що впливають на кінцеві якості готового продукту.

## Заснування компанії. Виробництво велосипедів
У 1888 році Б'янкі (мабуть це прізвище було дано йому в притулку), відкриває на вулиці Порта Тенальйо новий цех, в якому почалася збірка велосипедів з трапецієподібною рамою його конструкції, колеса яких одягали в пневматичні покришки, наповнені повітрям, які щойно з'явилися, виготовлені за ліцензією Джона Бойда Данлопа. Але через два роки і ці приміщення стали малі для компанії, і Б'янкі переносить свої виробничі потужності на фабрику, розташовану на вулиці Боргетто. Там-то молодий конструктор і захопився двигунами внутрішнього згоряння, а поки E.Bianchi di Milano, Esercizio pel commercio di velocipedi займається виробництвом велосипедів. У 1895 році Б'янкі викликають до королівського двору Італії, де його просять навчити їзді королеву Італії — Маргариту Савойську, навчання проходило на королівській віллі в Монці. Навчання дало поштовх до створення першого дамського велосипеда, у вікторіанську епоху жінки носили пишні спідниці, з якими їзда на велосипеді з трапецієподібної рамою була неможливою. Б'янкі ж придумав велосипед з іншою рамою, перший же екземпляр якого був переданий вінценосній учениці. Незабаром королівські двори Генуї, Неаполя та Португалії замовили своїм дамам аналогічні велосипеди.

## Початок виробництва автомобілів Bianchi
У 1897 році Б'янкі встановлює на велосипед одноциліндровий мотор De Dion з автоматичним впускним клапаном, заднє колесо наводилося в дію за допомогою ланцюга. Незабаром аналогічний мотор був встановлений і на триколісний візок, тим самим створюється перший італійський трицикл, але під час випробування техніка загорілася і згоріла, при цьому Б'янкі сильно постраждав від опіків. Оговтавшись від травм, Б'янкі в 1899 році будує перший прототип квадроцикла, при будівництві використовувалися вузли все тієї ж фірми De Dion-Bouton, одноциліндровий двигун потужністю 3,25 сили був встановлений на спарені велосипедні рами. Пасажир на такому транспортному засобі, як і на багатьох возах того часу, сидів спереду. Тим часом велосипедний бізнес йшов добре, і в 1900 році фірма знову переїжджає в більші приміщення, тому у виробництво йдуть трицикл з 2,25-сильним мотором, що розвиває швидкість в 35 км/год, і чотириколісні транспортні засоби — квадроцикли з потужністю 2,5 к.с. і 4 к.с., перший мав два місця, другий був тримісним. У 1901 році Б'янкі створює перший велосипед з карданним приводом, а ось автомобілі поки задовольнялися ланцюговою передачею.
У 1903 році модельний ряд складався вже з більш серйозної техніки — одноциліндрового 4,5-сильного автомобіля із двигуном власної конструкції з термосифонним охолодженням; а також одноциліндрових 6НР (з водяною помпою) і 8НР (з термосифонним охолодженням); двоциліндрових 10НР, чотирициліндрових моделей 12НР, всі з французькими моторами De Dion або Aster, які теж, як і молодші моделі, мали по дві швидкості в коробці передач, але на відміну від них задні колеса приводилися в дію за допомогою ланцюга. Рама автомобілів була виготовлена з труб круглого перетину, якісні та елегантні кузови з цінних порід дерев та алюмінію виготовлялися власними зусиллями, найпотужніша чотирициліндрова модель, на відміну від одно- і двоциліндрових машин мала не похилий капот, а передок з великим радіатором і горизонтальним капотом. Що цікаво, у вартість автомобіля входило дводенне навчання покупця. Клієнта навчали їзді, елементарному самостійному обслуговуванню автомобіля, більш того, у випадку більш складної поломки фірма гарантувала прибуття на місце поломки заводського механіка з потрібними деталями, правда це зобов'язання обмежувалося лише територією Італії.
У березні 1905 року за допомогою промисловців П'ємонту — Марцотто ді Вальданьо, С. Креспі та Флоріо ді Марсала Едоардо переоформлює свою компанію в акціонерне товариство і перейменовує її в «Società anonima Fabbrica automobili e velocipedi Edoardo Bianchi e C». У 1905 році 12-сильну модель ґрунтовно переробили, і вона отримує чотириступінчасту коробку передач.

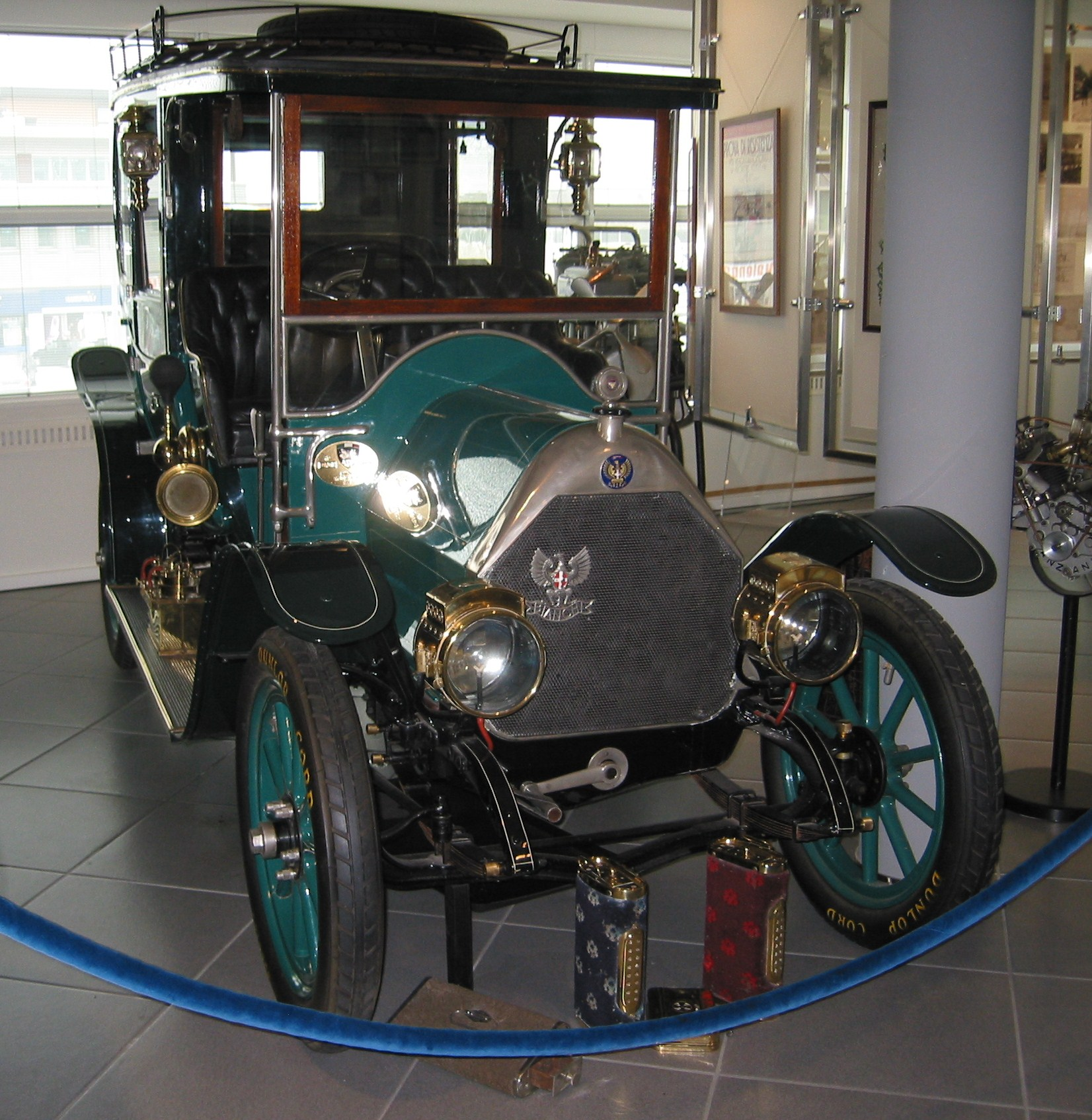
Bianchi Tipo C 18/24НР Landaulet

У 1906 році на фірму прийшов Джузеппе Мерозі, який потім прославиться завдяки роботі на Alfa. З приходом Мерозі створюється цілий ряд нових моделей, так на Туринському автосалоні публіці демонструються моделі: Tipo C 18/24НР з 4.1 л мотором, Tipo D 28/40НР з 6.7 л двигуном. Ще було представлено декілька шасі без кузовів: 16/24НР, 28/40НР і 50/70НР. Готові до виробництва автомобілі мали двигуни зі здвоєним двоциліндровим блоком циліндрів, а мотори, встановлені на шасі, всі мали окремий блок циліндрів на кожен циліндр, всі до єдиного автомобілі і шасі були обладнані чотириступінчастою трансмісією. Незабаром останні шасі трансформувалися в серійну машину моделі Tipo E 50/60НР. Автомобілі цього періоду цікаві тим, що на вибір можна було встановити або карданний привід, або ланцюговий, вирішував цю справу замовник автомобіля.
У цей час на фірмі стали виготовляти і двигуни для водного транспорту, потужні 60-сильні бензинові мотори, які користувалися попитом не тільки в рідній Італії, де вони закуповувалися морським флотом, Червоним хрестом, а також королем Італії, у якого було два катери з моторами Bianchi, але навіть російські військові закуповували такі двигуни для своїх катерів.
У 1907 році Едоардо Б'янкі стає єдиноправним керівником своєї компанії. В цей же час в компанію приходить працювати випробувачем та інженером по електриці старший з братів Мазераті — Карло. А головний інженер фірми — Мерозі цього року будує спортивний восьмилітровий автомобіль, мотор якого розвивав 120 сил. Машину виставили на Коппа Флоріо і Кайзерпрайс, але через неполадки з запалюванням Карло Мазераті не зміг проявити себе на належному рівні, прийшовши сьомим і дев'ятим до фінішу, пропустивши вперед фаворитів змагань: Fiat, Isotta Fraschini і Mercedes. Після провалу Мазераті вирішив доопрацювати систему запалювання, в результаті він став першим у світі, хто замість 6-вольтової електросистеми встановив на автомобіль 12-вольтів, ну а Bianchi, відповідно, стала першою машиною з такою електросхемою.

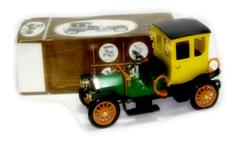
Bianchi Tipo G 20/30HP

Але Б'янкі відмовився розвивати автоспортивний напрямок фірми, задовольняючись перемогами у велоспорті, і в 1908 році Мерозі разом з Мазераті йдуть з компанії, через два роки Карло помре у віці 29 років, не доживши чотири роки до створення сімейного підприємства. Замість Мерозі приходить Джованні Фердінандо Томаселлі, до речі, затятий велосипедист, який, до того ж, в 1899 році виграв Гран-прі Парижа, а Б'янкі дружив з Томаселлі з 1897 року. Незабаром на ринку з'являється нова модель легкової машини — Tipo G з 4.4-літровим 4-циліндровим мотором, це була досить швидка машина, що розганялася до 90 км/год.

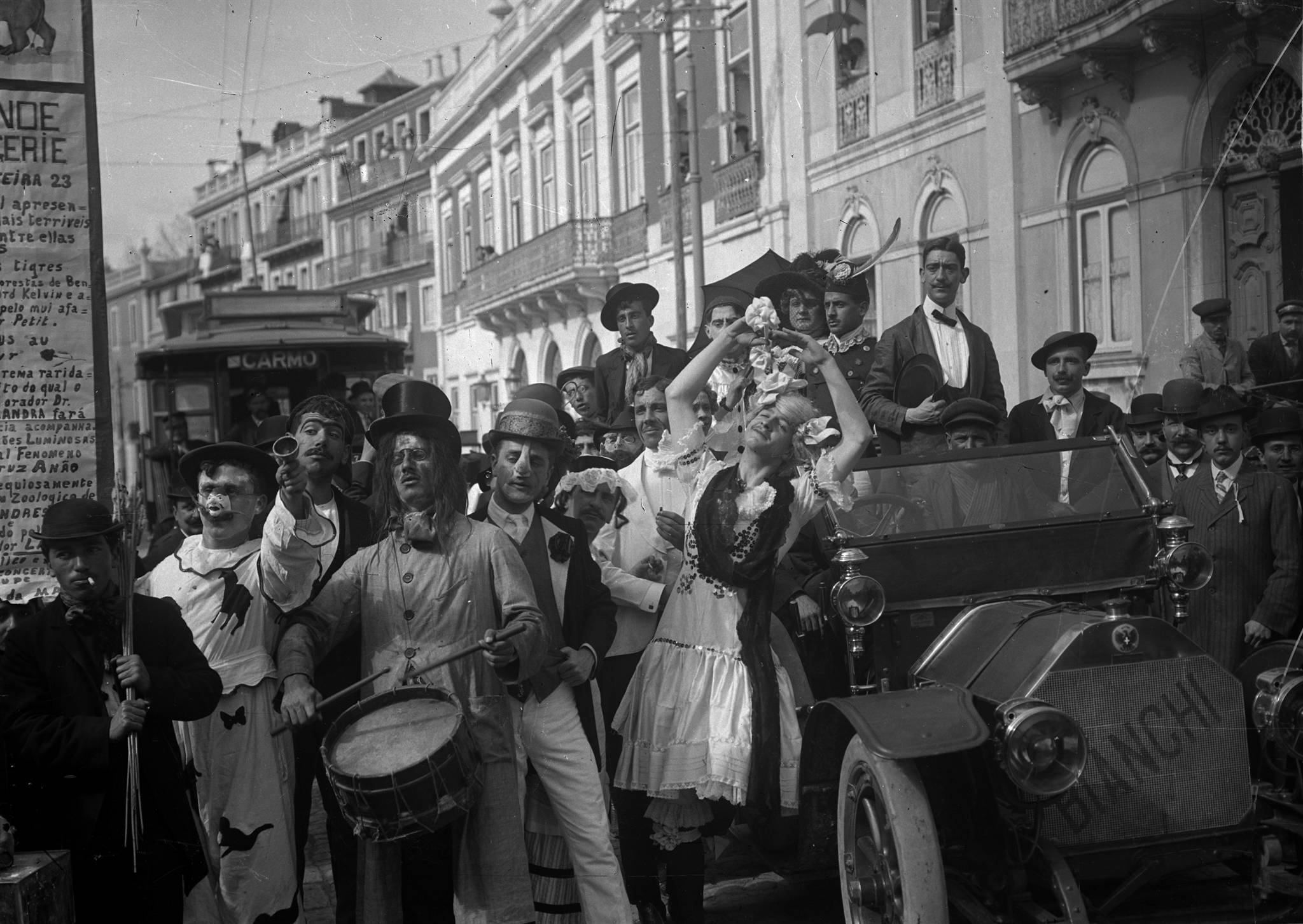
Bianchi Tipo G 20/30HP Landaulet

З 1909 року фірма відмовляється від ланцюгової трансмісії і переходить виключно на карданний привід, торкнулося це нововведення і наявних у виробничій програмі моделей. Довгий час асортимент практично не змінювався, а в 1913 році з'являється модель Tipo А з 4-циліндровим мотором, об'ємом 2.1 л. Головним гравцем на автомобільному ринку Італії і тоді, і зараз був FIAT, вже в той час найбільша італійська автомобільна компанія пропонувала фіксовану масову модель, і багато рівнялись у цій справі на гіганта, а той, у свою чергу, вбирав у себе ідеї Генрі Форда. У 1914 році у Bianchi з'явилася нова модель — Tipo S1, оснащений 1.2 л мотором, потужністю в 16 сил. Це автомобіль, який мав тільки один тип кузова і забарвлювався тільки в один колір — сіро-зелений, радіатор машини не був покритий блискучими матеріалами, а забарвлювався в просто чорний колір. Тоді ж з'являється і більша модель — Tipo B1 18/30HP з 3.3 л мотором, у якої електричне обладнання було серійним. У 1915 році з'являється дорожча версія малолітражної моделі — Tipo S2, яка оснащувалася більшим п'ятидверним кузовом типу торпедо.
Під час Першої світової війни фірма Б'янкі переходить на виробництво військової продукції, однак закупівлі військового відомства велися вибірково, положення рятували велосипеди, винайдені для армії, які були взуті в більш широкі покришки і оснащені гальмами на обох колесах, це були перші так звані гірські велосипеди. Але, тим не менш, дохід фірми в 1916 році падає на 60 % в порівнянні з довоєнним 1914 роком, звичайно, це веде до зменшення заробітної плати працівникам, внаслідок чого завод в Мілані вирував, як котел, постійно там відбувалися страйки.
Під час війни, в 1916 році, замість 3.3 л автомобіля виходить оновлена версія — Tipo B2 18/35HP з розточеним до 3.7 л мотором, як і попередня машина, вона оснащувалася чотириступеневою трансмісією зі зчепленням в оливній ванні, в основному цю модель одягали в броню і відправляли на фронт.
По завершенню війни економіка країни, як і у багатьох інших країн, що воювали, була підірвана. Причому, якщо багаті люди практично не постраждали, то люди, що стоять на нижчому соціальному щаблі, сильно здали вниз. Автомобіль для них став просто недосяжною мрією, так як потреби зовсім мало забезпечених покривали мотоцикли та велосипеди, то в автомобільному секторі Б'янкі вирішив поставити на середній клас, який потребував якісного продукту, але «подешевше». І Bianchi починає виробництво доступних автомобілів, так в 1919 році з'являється модель Tipo S15 з мотором 1.7 л, потужністю 25 сил, який дозволяв розганяти автомобіль до 70 км/год, по суті, машина була побудована на базі довоєнної Tipo S1. У 1922 році Б'янкі вирішує залучити покупців за допомогою автоспорту, компанія будує гоночний автомобіль для Гран-прі Італії. Нарешті була побудована машина, оснащена дволітровим мотором типу DOHC, тобто він мав два верхніх розподільчих вала, розвивало таке авто 90 сил при 6000 оборотів, просто небачені обороти для того часу. Автомобіль мав унікальну гальмівну систему — ніжні гальма задіювали задні колеса, а ручні — передні. Однак, як і 15 років тому, нічого не вийшло у компанії на ґрунті автомобільного спорту, знову Fiat і Alfa Romeo обійшли новачка. Так що проект був заморожений, і Б'янкі вирішив більше не повертатися до питання про автомобільні змагання, зосередившись на серійній продукції.

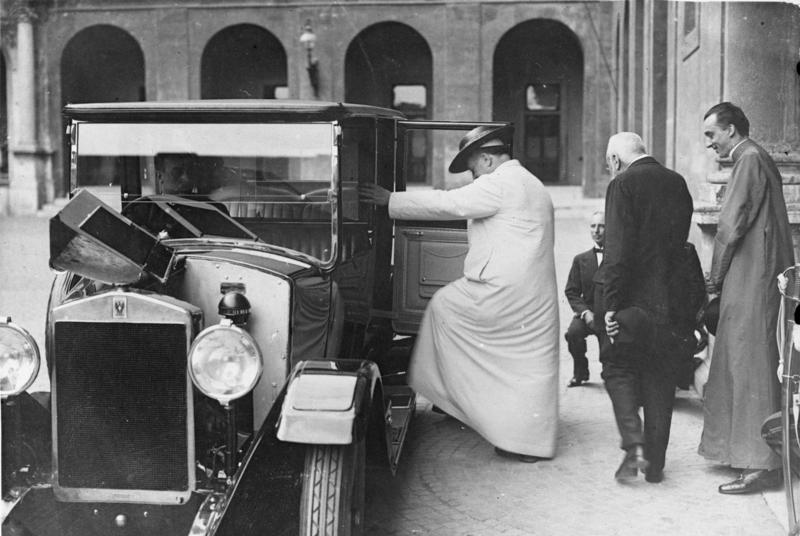
Bianchi Tipo S20 Berlina з гаража Папи Римського — Пія XI

У 1923 році з'являється оновлена версія цієї наймолодшої моделі, оснащена гальмами всіх коліс — Tipo S16, а потужність мотора була піднята до 27 сил. Тоді ж з'являється більша модель — Tipo S18 з 2-літровим мотором, що розвиває 40 к.с., в 1924 році у виробництві залишилася ця модель і з'явилася ще одна — Tipo S20 з 2.3 л двигуном, потужністю 59 к.с., одна з таких машин була передана Папі Римському — Пію XI в 1926 році.
У 1924 році у фірму приходить Сантоні, і тоді ж у виробництво йде нова бюджетна модель — S4, яка стала більш популярною машиною, ніж її довоєнна попередниця, але при цьому конкурувати їй довелося з масовим Fiat 509. Моторчик мав об'єм 1.3 л і розвивав, в принципі, досить непогані 30 сил (в той час більш об'ємні мотори знімали стільки ж). У 1927 році машину модернізували, і вона стала носити індекс S5, а двигун її отримав додаткові дві сили. Цю модель пропонували аж у восьми варіантах кузова, кожен з яких носив власну назву, дану на честь італійських міст, і не тільки. У цей час виживати компанії допомагали велосипеди, наприклад, за 1928 рік було виготовлено 30 000 велосипедів, і всього 900 автомобілів, в той час як більш солідні Lancia розійшлися тоді тиражем в 3000 екземплярів, що, в принципі, теж не зрівняється з 47000 виготовленими FIAT. Машин може продали б навіть менше, якби не державне замовлення — італійська поліція і митна служба отримала з десяток автомобілів Bianchi Tipo S5 з кузовом фаетон.
У цей час основний прибуток відділу, який виробляв моторні транспортні засоби, приносили мотоцикли, які досить успішно брали участь у мотоспорті, так Б'янкі фінансував нікому поки невідомого італійського мотогонщика — Таціо Нуволарі, який показував непогані результати.
У 1928 році, слідом за конкурентами, які дивилися в бік США, в серію пішов восьмициліндровий автомобіль — Tipo V3 з 2.9 л двигуном, потужністю в 85 к.с., який через рік був перейменований в Tipo V8, ця модель пропонувалася в трьох варіантах колісної бази. У 1931 році Tipo V8 змінила ім'я на Tipo S8, яка була оснащена точно таким же мотором, так як машину планувалося продавати за океаном, а вона з'явилася в невдалий час, то клієнтів намагалися привернути різноманітністю кузовів, які отримали власні імена: Sanremo — седан на короткій базі, Taourmina — спорт-седан, Amalfi — седан консервативного виду з трьома бічними вікнами і, нарешті, Soave з кузовом кабріолет. У самій Італії ця модель теж розходилася погано, тому що в Італії вийшов новий податковий закон, який обмежував податкові пільги автовласників об'ємом мотора і кількістю циліндрів, в підсумку ця модель вважається єдиним маркетинговим провалом Едоардо Б'янкі.
У 1932 році у моделі Tipo S5 збільшили об'єм мотора до 1452 см3, а потужність піднялася до 42 сил, через рік одна така машина бере участь у Мілле Мілья, і Мартінеллі з Траджелла виграють в класі легких автомобілів з мотором, об'ємом більше 1.1-літра. Спектр пропонованих для цієї моделі кузовів був ще ширшим: Viareggio — седан з двома боковими вікнами, Assisi — також седан з двома вікнами, але з дизайном у стилі арт-деко, властивим французькій техніці, Roma — ще один седан, Oslo — торпедо, Genova — седан з трьома бічними вікнами, Monza — чотиридверний відкритий кузов без складаного даху, America — спайдер, Milano — варіант для таксі, Torino — купе де віль і Coupe Sport — дводверний кабріолет американського типу із місцем ззаду.

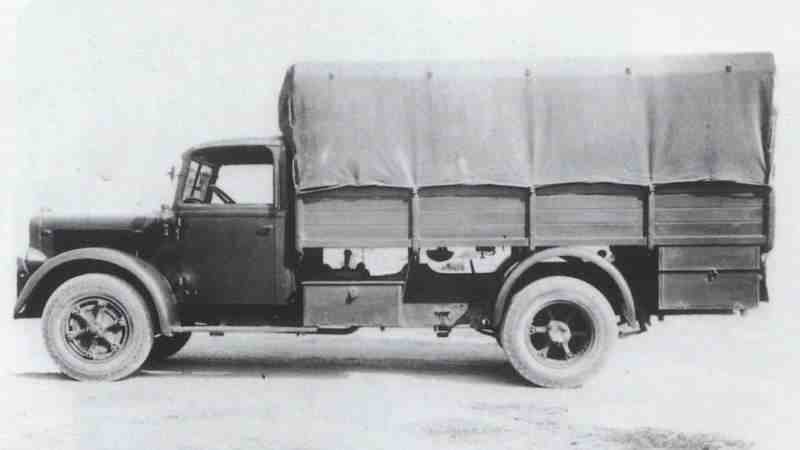
Bianchi Mediolanum

У 1933 році компанія купує ліцензію на виробництво вантажних автомобілів концерну Mercedes-Benz, так з'являються моделі Mediolanum і Miles.
До 1934 року, не дивлячись на наслідки всесвітньої економічної кризи, яка, завдяки старанням Муссоліні, обійшла стороною Італію, виробництво автомобілів виросло до позначки в 2000 екземплярів, а велосипедів — взагалі до 50 000 шт.

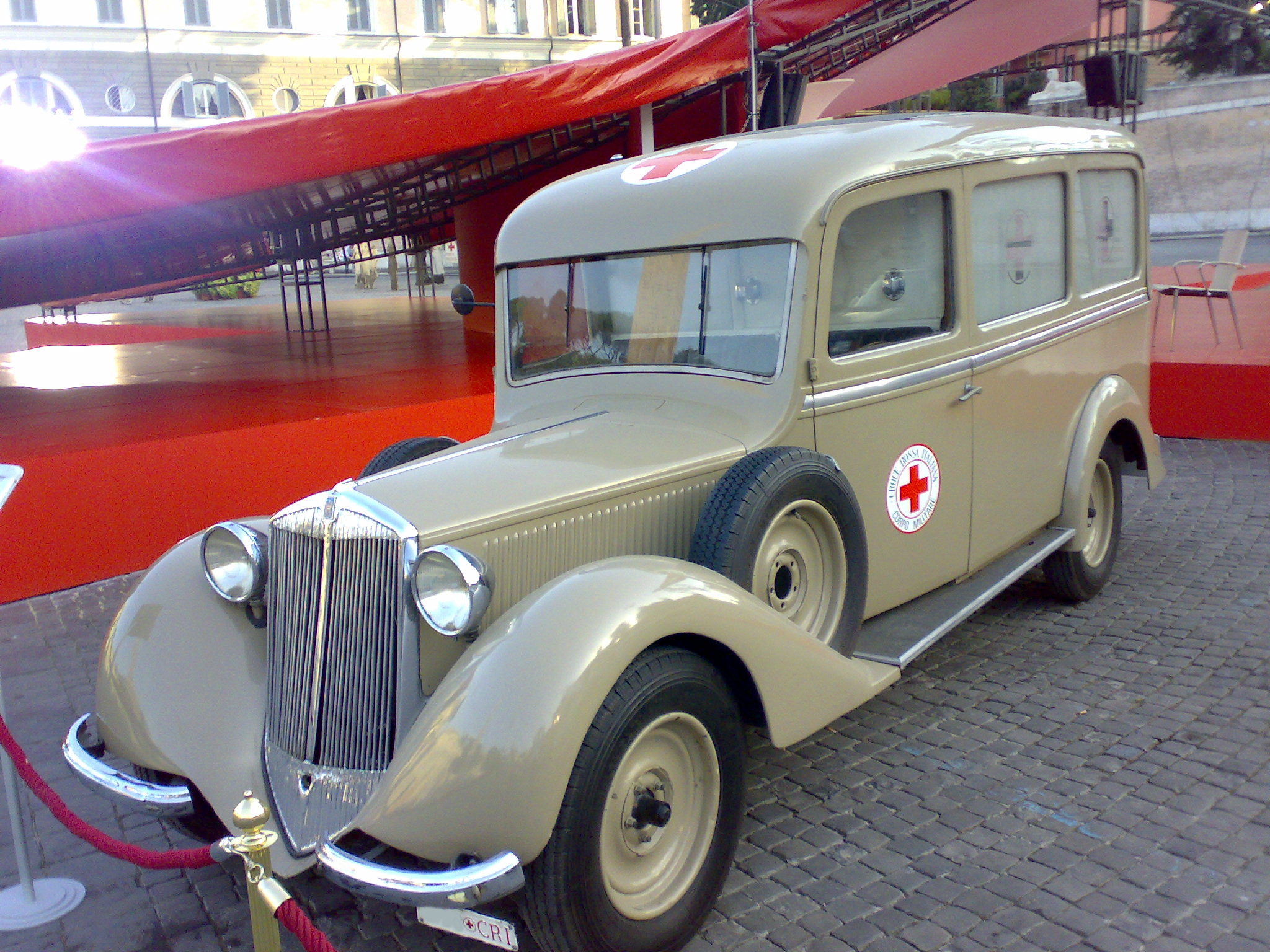
Швидка допомога на базі Bianchi Tipo S9

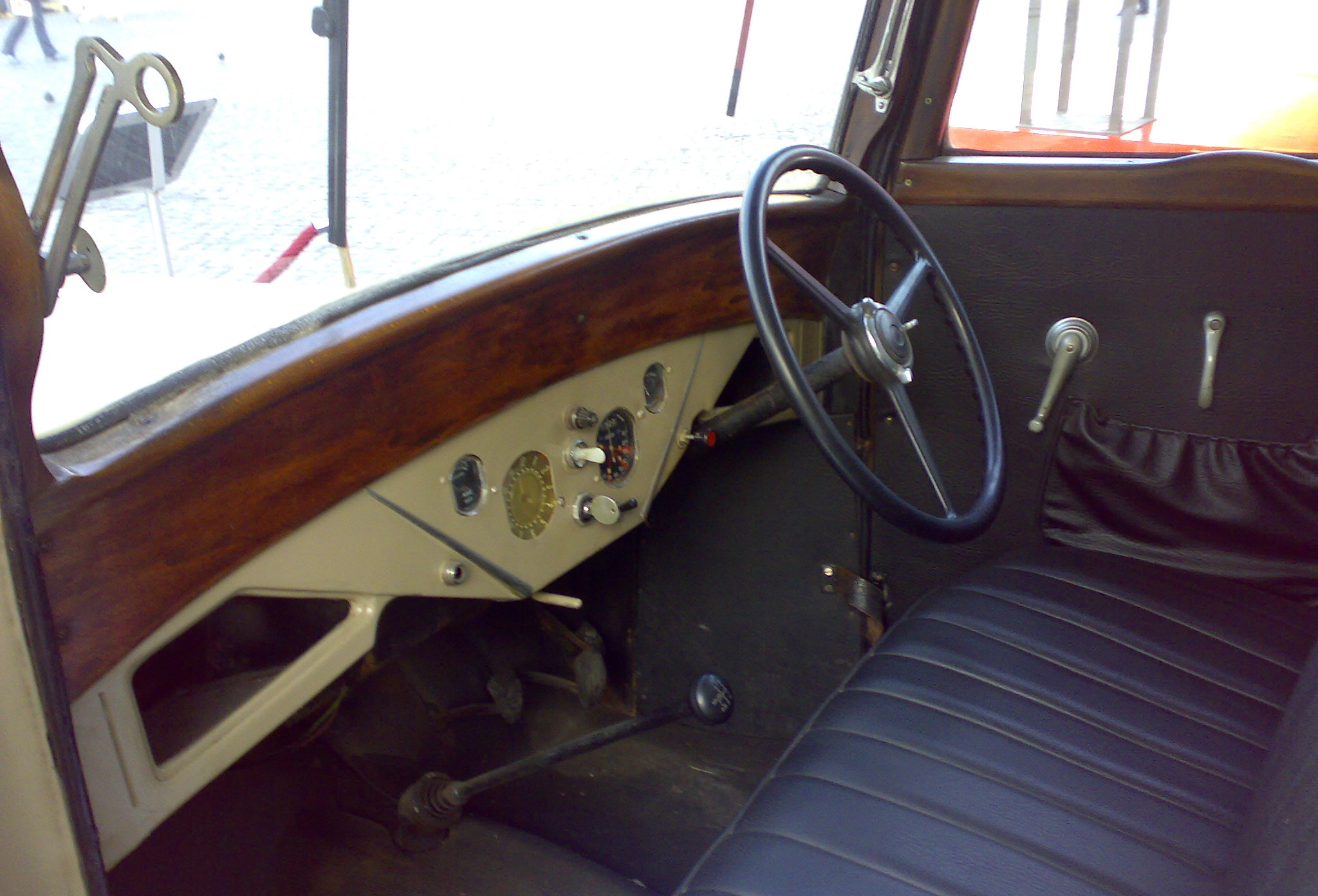
Салон Bianchi Tipo S9

У 1934 році всі колишні легкові моделі знімаються з виробництва, а в каталогах з'являється нова малолітражна модель Tipo S9. Мотор, об'ємом 1.45 л, видавав 42 к.с., що дозволяло розганятися машині до 100 км/год. Даний автомобіль, до речі, якісно виготовлений, конкурував з моделлю Augusta, виробленою фірмою Lancia. Машина мала ряд нетипових для цього класу особливостей, так, наприклад, колеса були спицьовані, «типу Rudge» (з центральною гайкою), була у моделі і подовжена версія, яка вміщала до 7-ми людей, такий варіант широко використовувався в таксі. Коробка передач була повністю синхронізованою, а гальма мали підсилювач, але, не дивлячись на ці всі достоїнства, машина поступалася за популярністю своїм конкурентам. Ця модель також пропонувалася в декількох варіантах кузова: Sport Superga — спорт-седан, Dolomiti — кабріолет, Viareggio — седан з двома боковими вікнами, і Imperia — седан з трьома бічними вікнами.

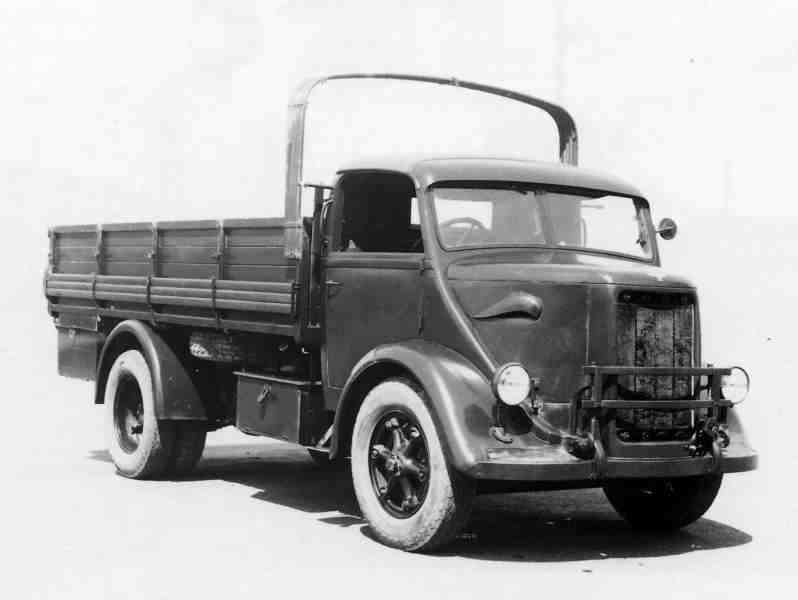
Bianchi Miles

До 1937 модельного року машину модернізують, вона нарешті отримує сучасний обтічний дизайн, гідравлічний привід гальм і повністю синхронізовану коробку передач, якісна і надійна машина, проте, не здобула любові, і в 1939 році через низький попит її виробництво припиняється. З цього моменту фірма робить основну ставку на велосипеди, які все так само масово випускаються і користуються попитом, а також на мотоцикли та вантажівки, які потрібні італійській армії.

## Припинення виробництва автомобілів Bianchi
Навесні 1940 року фірма випускає акції, які збільшують капітал на 56 млн лір, але буквально через два місяці після цього Італія вступає в Другу світову війну, Італія оголосила війну Великій Британії 10 червня 1940 року. А наприкінці 1943 року міланський завод, що знаходився на вулиці Абруцці, був майже повністю зруйнований під час бомбардувань з боку союзників, залишки виробництва в терміновому порядку перевели в нові приміщення в Дезіо, що неподалік від Мілана. На цьому неприємності у фірми не закінчуються, в 1944 році помирає права рука Едоардо Б'янкі — Джузеппе Томаселлі. До 1946 року заводи були відбудовані і готові до запуску продукції, в липні 1946 року глава компанії їде в Варезе на нараду з інвесторами для порятунку своєї фірми, після звіту його автомобіль потрапляє в аварію. Через кілька днів 80-річний Едоардо Б'янкі помер, не доживши до чергового дня народження рівно двох тижнів.
Біля керма компанії стає син засновника — Джузеппе Б'янкі, який відновлює виробництво велосипедів, які забарвлювалися виключно в бірюзовий колір. Незабаром воскрешається велосипедна спортивна слава марки завдяки перемогам Фаусто Коппі. Також починається виготовлення вантажних автомобілів, але вже нових моделей — Orlandi, Sforzesco, Ciyis, Audax і повноприводника Fiumaro, який мав автоматичне підключення переднього моста.
На початку 1950-х Джузеппе хоче відродити виробництво легкових автомобілів, Bianchi навіть будує прототип легкового автомобіля, який чимось нагадує FIAT 1400. Було вирішено побудувати новий завод в тому ж Дезіо, але керуючий директор фірми — Ферруччо Куінтавалле, починає дослідження і доходить висновку, що фірма не потягне виробництво автомобіля з нуля. Треба знайти інвестора, а зробити це в післявоєнній Італії дуже складно, тому єдиний варіант — об'єднатися з потужнішими виробниками, які згодні поділитися своїми ноу-хау.

## Виробництво автомобілів Autobianchi
Джузеппе Б'янкі починає шукати спонсорів, в результаті він знаходить їх в особі таких сильних гравців, як фірм FIAT і Pirelli. 11 січня міланським нотаріусом Гуасті закріплюється договір про створення акціонерного товариства Società Autobianchi зі статутним капіталом в 3 млн лір, що на сучасні гроші — всього-то 50 тисяч євро. Власниками рівних часток стають Bianchi, FIAT і Pirelli, кожен переслідує свою мету, так у FIAT в планах відібрати частку ринку в місцевих кузовних ательє типу Moretti, Monterosa і Vignale, які виробляють ексклюзивну продукцію на вузлах малолітражок FIAT, сам концерн через своє масове виробництво цього робити не може. Pirelli шукав додаткового споживача покришок та іншої каучукової продукції, яка була потрібна при виготовленні автомобілів. А Bianchi, на потужностях якого здійснювалася б збірка, задовольняв би свої амбіції автовиробника. Президентом компанії стає Б'янкі, Куінтавалле стає керуючим директором автомобільного підприємства, крім них до ради директорів увійшли Луїджі Гаіаль де ла Кена з FIAT, Франко Брамбілла і Коррадо Чуті з Pirelli, а також Емануеле Дубіні.

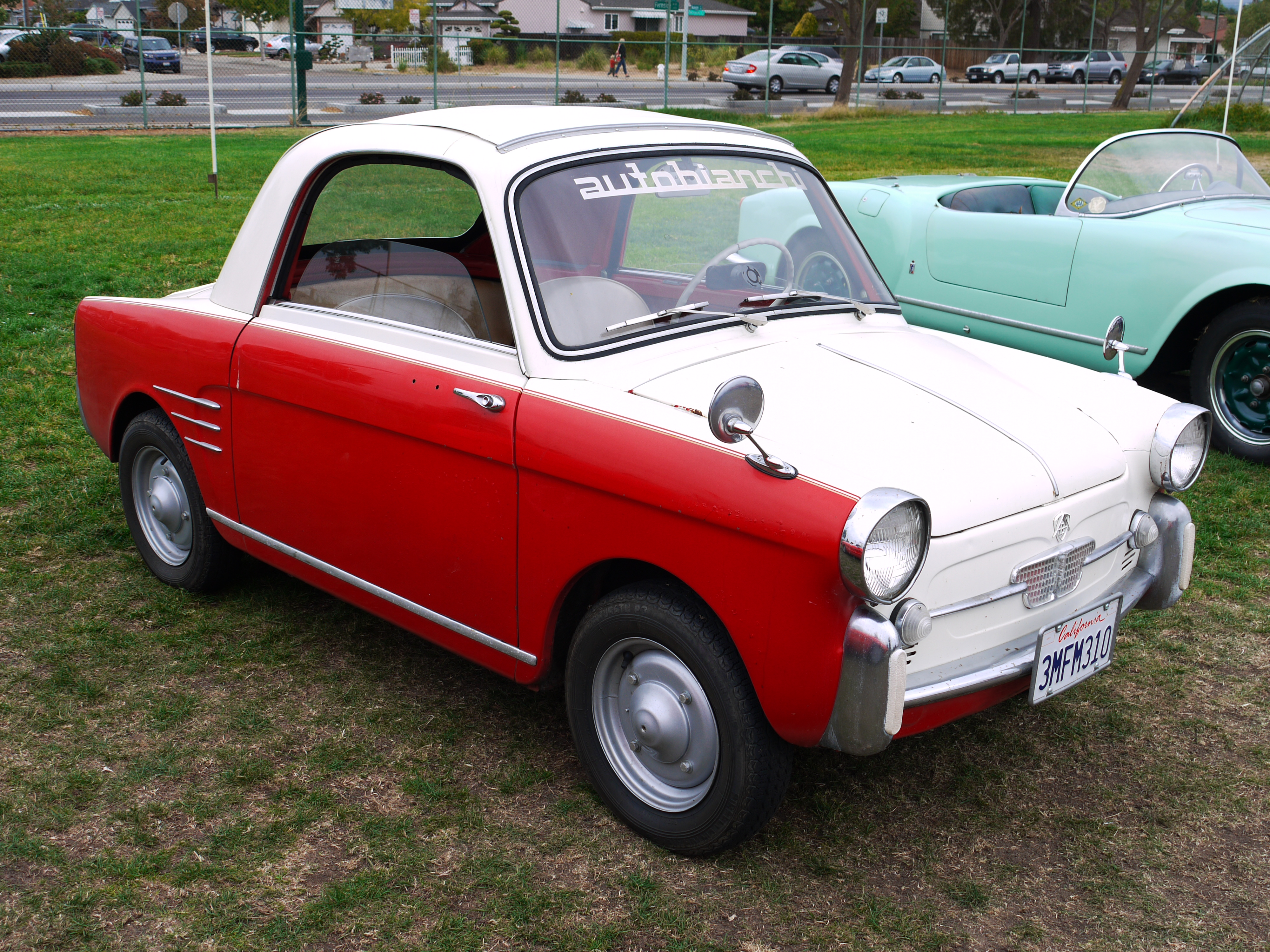
Autobianchi Bianchina

Після підписання договору було вирішено, що на новому заводі в Дезіо буде здійснюватися збірка видозміненого FIAT 500, для цього з Турина в Дезіо відправили конструктора Луїджі Рапі. Завод же отримує нове обладнання, а також інноваційну фарбувальну камеру з гарячою сушкою, конвеєр дозволяв випускати за межі заводу новий автомобіль кожні вісім хвилин. У підсумку через рік після побудови заводу, у вересні 1957 року в міланському науково-технічному музеї відбувається прем'єра первістка марки — модель Bianchina (внутрішньозаводське позначення — 110В). На настільки значущу подію знімати покривало з новинки приїхали Джанні Аньєллі (власник концерну FIAT і внук Джованні Аньєллі), Альберто Піреллі, Джузеппе Б'янкі і Вітторіо Валетта (президент компанії FIAT з 1928 року).

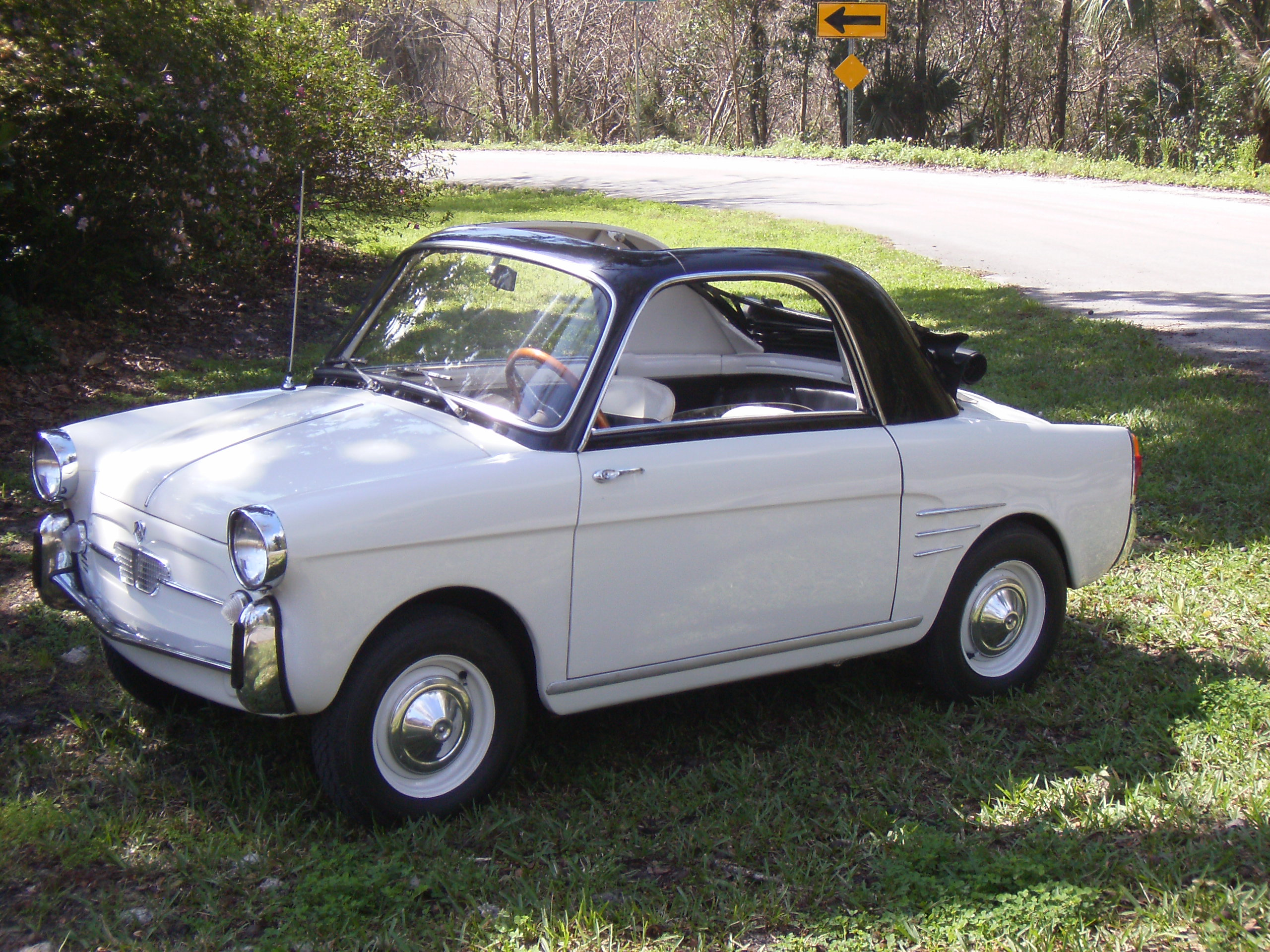
Autobianchi Bianchina Trasformabile Series I

Bianchina, названа на честь першого квадроцикла Едоардо Б'янкі, була побудована на вузлах FIAT 500, а значить ззаду під кришкою переховувався 480-кубовий 13-сильний двоциліндровий моторчик повітряного охолодження, перші варіанти машини пропонувалися з одним-єдиним типом кузова — дводверний седан з тентованим дахом, який мав власне ім'я — Trasformabile. Автомобіль, що вміщав двох дорослих і двох дітей, міг розвивати швидкість в 80 км на годину, в основному завдяки низькій вазі (510 кг) і наявності чотириступеневої трансмісії. Однак буквально через кілька місяців після початку виробництва потужність була піднята до 15 сил, додаткові дві «конячки» дозволили розвинути додаткові п'ять кілометрів на годину. Від бідного родича — FIAT 500, автомобіль відрізнявся багатим хромованим декором, білими боковинами покришок і двокольоровим забарвленням кузова, крім цього власники більш дорогого і престижного малюка отримували в базовій комплектації обігрівач салону. Переплата за все це була всього лише 70 тисяч лір, що було близько 15-20 % від вартості FIAT, тому не дивно, що гламурний родич розходився набагато краще свого побратима-простолюдина, особливу увагу цій крихітці приділяли забезпечені жінки.
У червні 1958 року Джованні Б'янкі продає свою частку акцій іншим двом співвласникам компанії, з цього моменту компанія Bianchi до автомобілів не має відношення, тому вантажівки, що спершу випускалися під назвою Bianchi, стали продаватися під брендом Autobianchi, вантажівки фірмою виготовлялися до 1969 року. Президентом Autobianchi стає Куінтавалле, а на його колишнє місце приходить Нелло Валлеччі. У 1959 році, реалізувавши до цього моменту 17000 автомобільчиків, фірма оновлює свою модель технічно, мотор колишнього об'єму тепер розвиває 16.5 к.с.. Більш того, в другій серії з'являється модифікація Special, яку оснастили мотором від Fiat 500 Sport, його об'єм був на 20 кубів більшим, і досягав 500 кубічних сантиметрів, а потужність дорівнювала 21 к.с., тепер малюк міг розвивати 105 км/год.

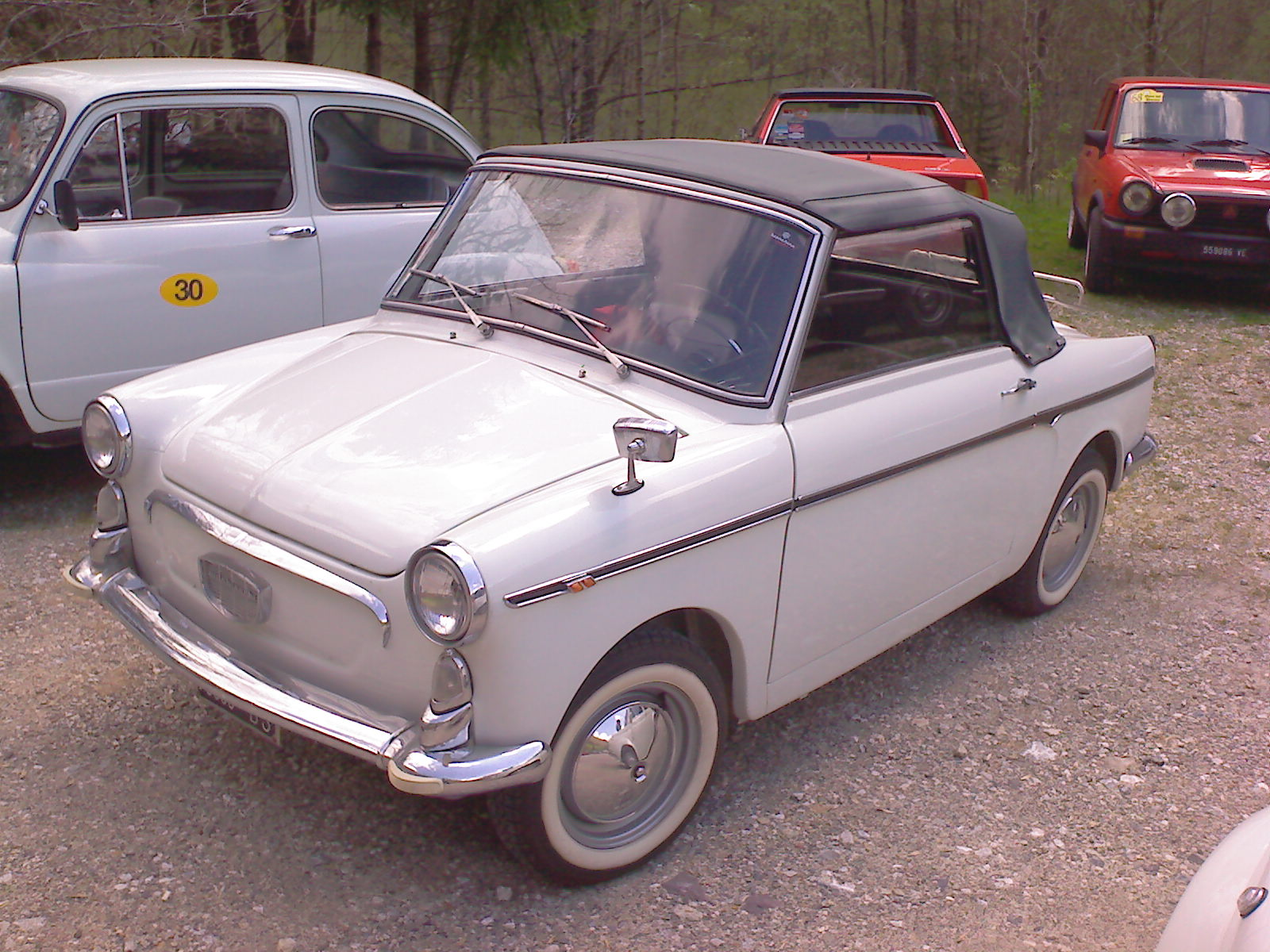
Autobianchi Bianchina Cabriolet Serie I

У квітні 1960 року на Женевському автосалоні представили повністю відкриту версію з кузовом кабріолет, яка стала найдорожчою у виробничій програмі моделі Bianchina, виготовляти її стали на базі моделі Special. Кабріолет, на відміну від седана-фальшкабріолета, отримав двері, підвішені на передні крила, тобто вони відкривалися по ходу руху, а не проти, як на Transformible.

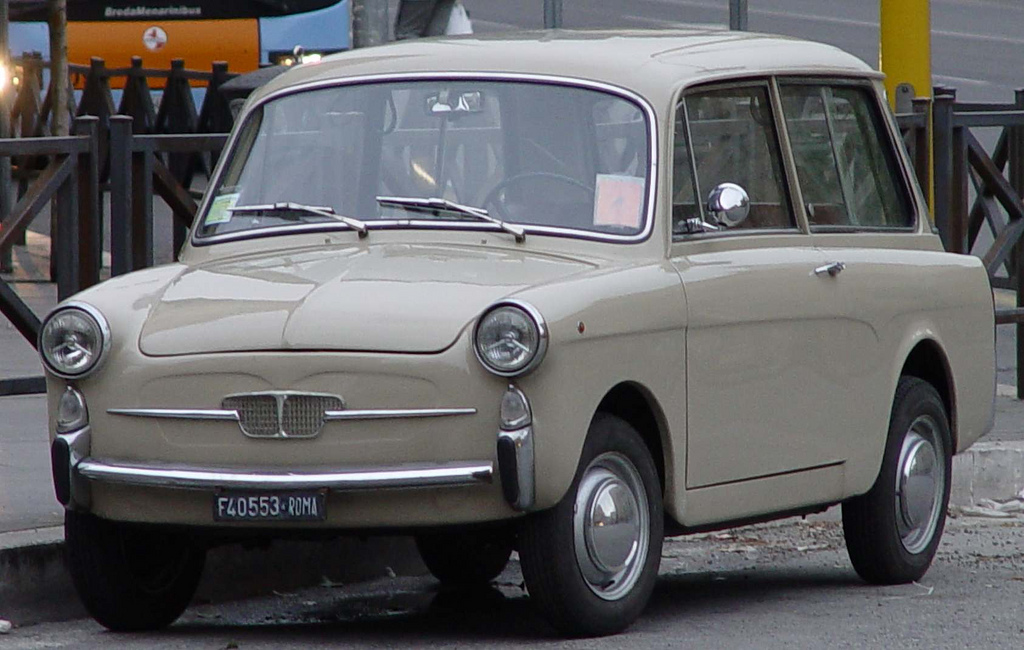
Autobianchi Bianchina Panoramica

Через два місяці виходить у світ і версія з кузовом універсал — Bianchina Panoramica. Ця машина була побудована на базі моделі Fiat 500 Giardiniera, і відрізнялася від інших двох моделей фірми збільшеною на 10 см колісною базою, що дозволяло із зручністю розмістити чотири дорослих людини. Крім чотирьох пасажирів машина могла взяти на борт і 250 кг поклажі, якщо ж пасажирів на борту не було, то, склавши задні сидіння, можна було перевезти довгий вантаж. Під моторною кришкою у неї переховувався новий двигун півлітрового об'єму, потужністю 17.5 к.с., на відміну від попереднього двоциліндрового двигуна, циліндри у нього були розташовані не вертикально, а горизонтально, але система охолодження алюмінієвого двигуна залишилася повітряного типу. З більш потужним мотором важча машина могла розганятися до 95 км/год. Цю модель можна було за замовленням обладнати великим люком з тканини, який був зроблений практично на весь розмір даху.
Навесні того ж року модель Transformible змінюється зовні: поворотники з іклів переїжджають трохи вбік і змінюють свою форму на округлу, ззаду хромований декор також був оновлений, тепер по дизайну фальшкабріолет був схожий на повноцінний кабріолет. Крім цього, Transformible Seirie III отримує новий 500-кубовий мотор, потужністю в 17.5 к.с., Transformible Specia Seirie II переживає тільки стилістичні зміни, технічних поліпшень у цієї моделі не було. Після оновлення у Франції модельний ряд Bianchina став продаватися під іншими назвами, так Cabriolet звався на батьківщині шампанського Bianchina Eden Roc, варіант з кузовом седан отримав ім'я Lutèce, універсал, залежно від комплектації, називався Belvédère, Decappottabile (з тканинним люком) або Texane.

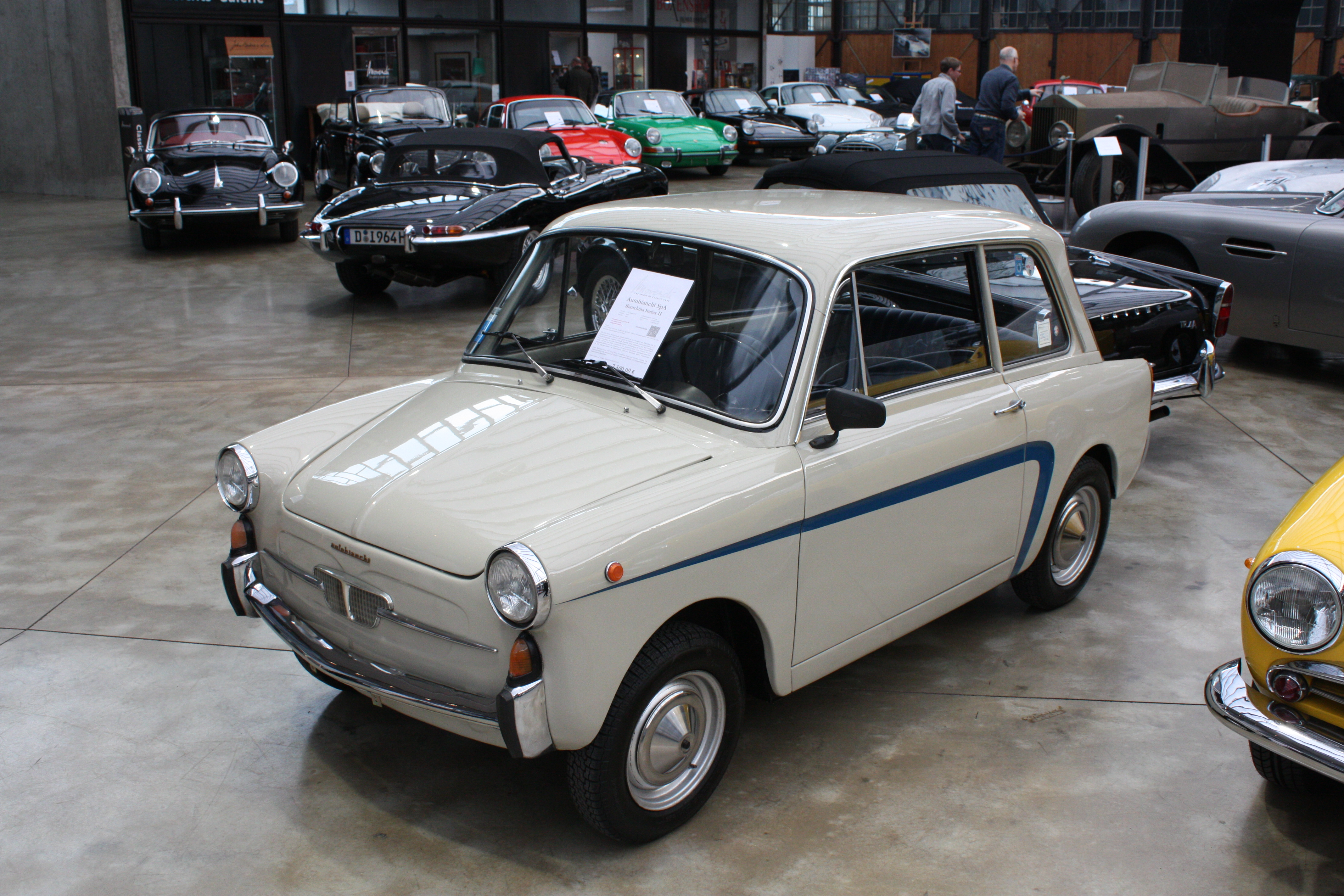
Autobianchi Bianchina Quattroposti Serie I

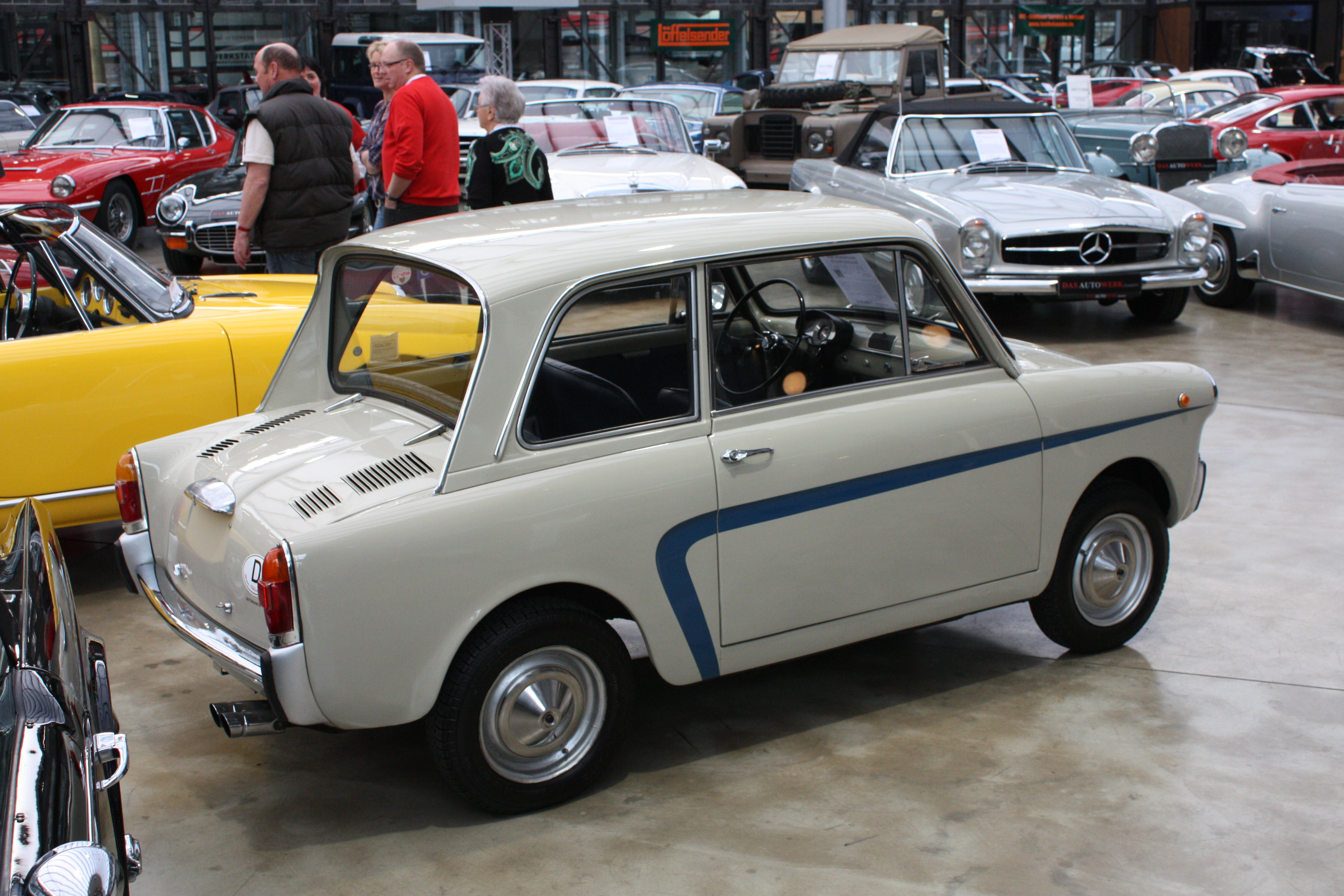
Autobianchi Bianchina Quattroposti Serie I — вид ззаду

У 1962 році на зміну моделі Transformible приходить повноцінна чотиримісна машина з кузовом седан — Quattroposti (що і перекладається як чотири місця), технічно вона нічим не відрізнялася від попередника, якого змінила на конвеєрі, як і попередник, ця модель випускалася також у версії Special, тобто оснащувалася 21-сильним мотором. Не дивлячись на те, що задня стійка, здається, зроблена під нахилом, на ділі заднє скло стояло вертикально, щоб не утискати простір над головою задніх пасажирів, за таке дизайнерське «вишукування» в Італії машину прозвали «телевізором». На жаль, поява суцільнометалевого даху і повноцінних чотирьох місць у машині спричинила за собою підвищення відпускної ціни, що внаслідок позначилося на гіршому попиті на цю версію. В цей же час фірма повертається до колишнього оформлення лицьової частини автомобілів, повернувши поворотники колишньої трикутної форми на колишнє ж місце, тобто над іклами автомобілів, правда, позбавивши мордочку повітрозабірників над бамперами, але тепер універсал, новий седан і кабріолет мали єдиний дизайн.

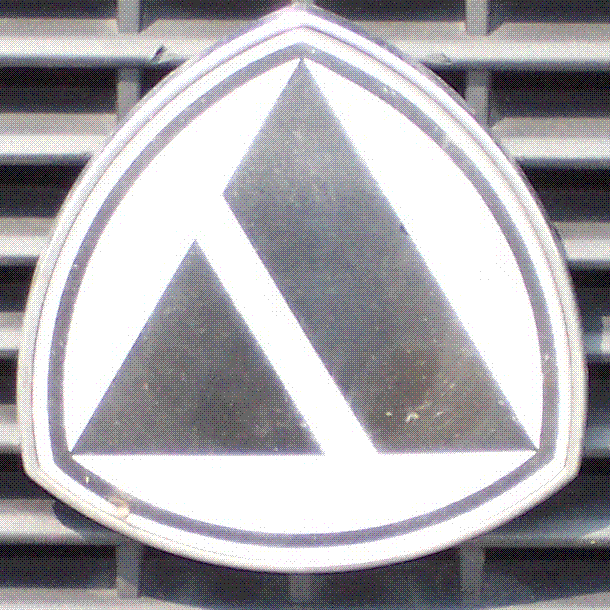
Логотип Аutobianchi

У середині 1962 року на базі універсала стали випускати і чисто вантажну модель — Furgoncino. Задні стекла, крім того, що були в задньому люку, закрили листами сталі, в іншому технічно вона нітрохи не відрізнялася від Panoramica. В 1962 році була випущена обмеженою партією пляжна версія Bianchina, виготовлялася вона на потужностях кузовобудівної фірми Ghia. За основу брався кабріолет, якому переробляли боковину кузова, всього було побудовано близько 400 екземплярів машини, яку в основному купували готелі при курортах.

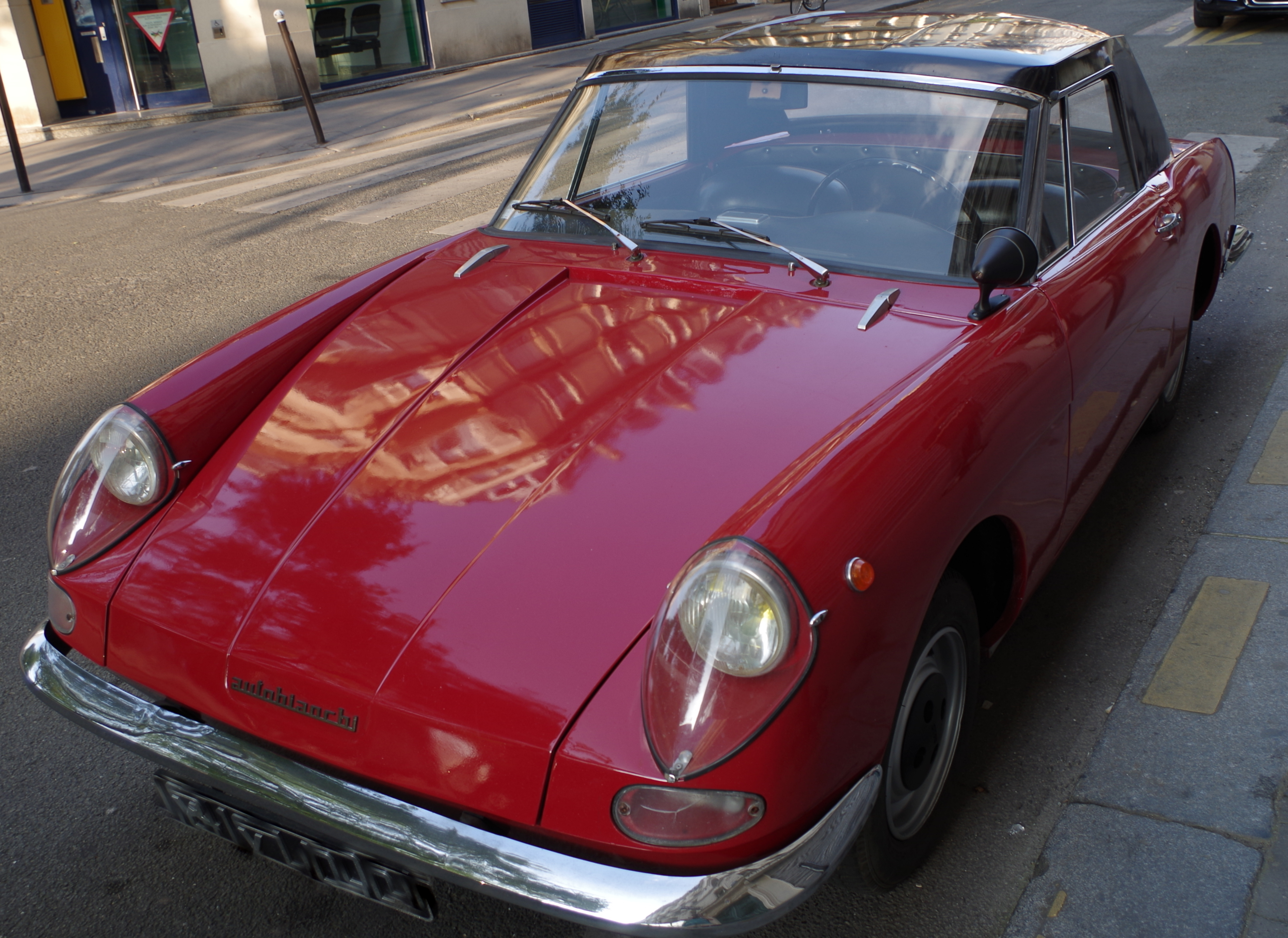
Autobianchi Stellina — перший італієць із склопластиковим кузовом

У 1963 році на автосалоні в Турині фірма представляє саму незвичайну модель — Stellina («Зірочка»). Ця машина була побудована на шасі FIAT 600D і, оснащуючись 770-кубовим 32-сильним двигуном водяного охолодження, мала першою серед італійських серійних автомобілів склопластиковий кузов. Дизайн був запропонований Томом Т'ярдою, а загальна конструкція була спроектована Луїджі Рапі, склопластикові панелі одягалися на металевий потужний монокок, що забезпечувало пристойну жорсткість кузова при невеликій вазі. Спайдер, або як його називали італійці — «Баркетта», з невеликим двигунчиком міг розігнатися до 115 км/год, однак ефектний зовнішній вигляд не зв'язувався з динамічними здібностями автомобіля і особливо з тією ціною, що просили за машину. Тому автомобіль, що надійшов у продаж в 1964 році, протримався на конвеєрі всього рік, реалізувавши трохи більше 500 екземплярів, цю модель зняли з виробництва. Однак з цією моделлю стало зрозуміло, навіщо FIAT знадобився суббренд, під новою маркою можна було проводити різні досліди, які були б загрозою для іміджу найстарішої і найбільшої італійської автомобільної марки.

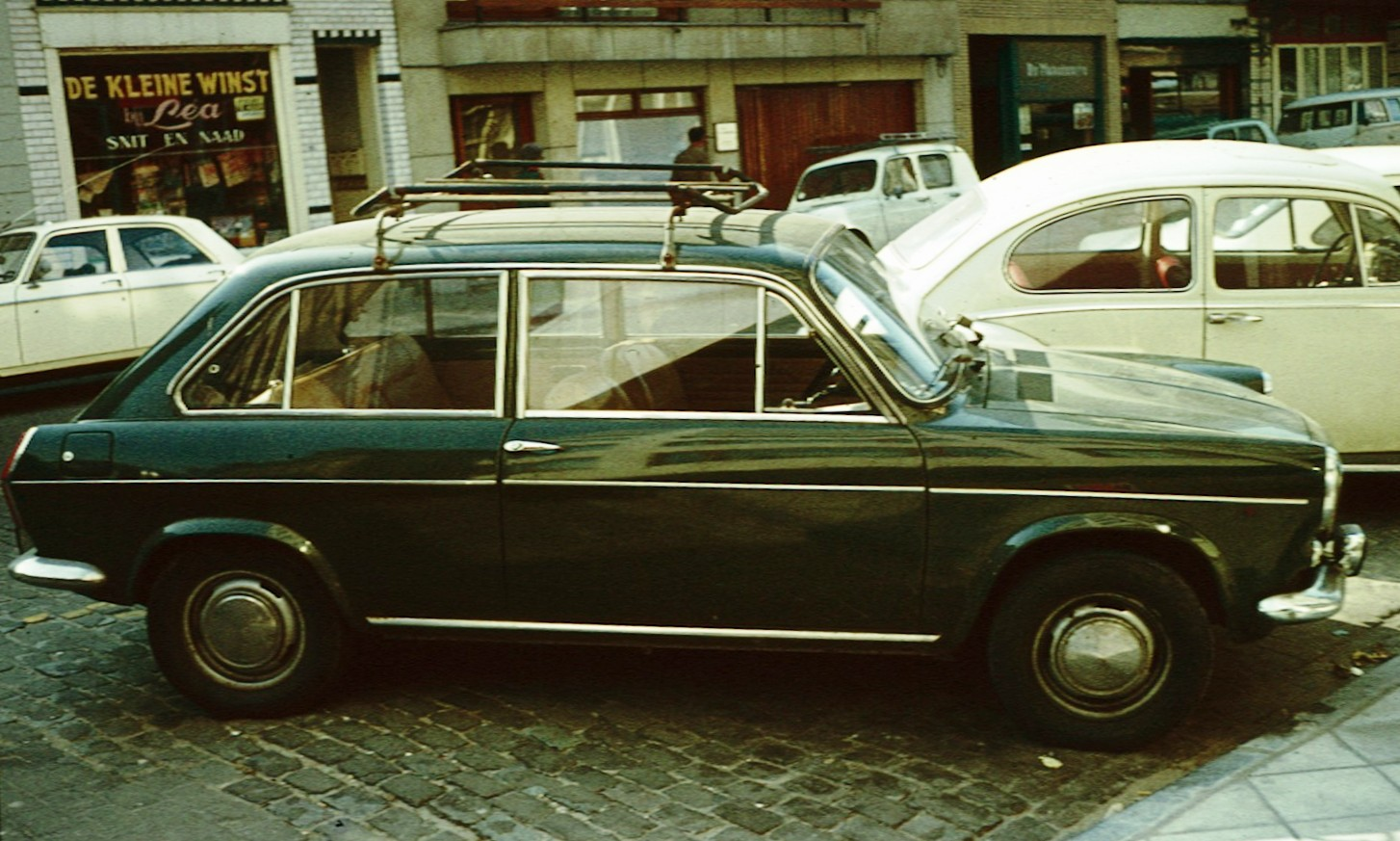
Autobianchi Primula з тридверним кузовом типу хетчбек

На початку 1964 року президента компанії Куінтавалле попросили на вихід, а на його місце посадили «фіатівського» директора, якому треба було кудись рости по службових сходах — Джованні Насі. Насі продовжує лінію партії і повним ходом йде робота над першим фіатовським передньопривідним автомобілем Progetto 109. Легендарний Данте Джакоза, якому було вже під 60 років, і за плечима якого були такі автомобілі, як: 500 Topolino, 508C Nuova Balilla, Nuova 500 (який і послужив донором сімейству Bianchina), а також купа інших моделей FIAT, вирішував завдання, з яким він вже мав деякий досвід. Ще в 1947 році Джакоза намагався побудувати передньопривідну машину, FIAT, боячись, що перший млинець вийде грудкою, вирішив підставити своє дочірнє підприємство. Але на ділі машина, що з'явилася в 1964 році — Autobianchi Primula («Первоцвіт»), виявилася далека від провалу і навіть зайняла друге місце в конкурсі «Автомобіль року 1965», поступившись британському Morris 1800. Primula являла собою передньопривідний автомобіль на який поперечно встановили 1.2-літровий 57-сильний мотор від Fiat 1100D, який на ділі вів свій родовід з 1934 року. На відміну від Алека Іссігоніса, італієць не став городити загальної оливної ванни для мотора і трьохвальної коробки передач, а встановив всього-лише двовальну трансмісію над диференціалом збоку від двигуна, застосувавши приводні вали різної довжини, як це роблять сьогодні всі інші виробники передньопривідних автомобілів з таким розташуванням двигуна. Крім цього, Primula стала першою машиною концерну FIAT, яку оснастили рульовою рейкою, зчеплення отримало гідравлічний привід, серед інших інновацій — кузов типу хетчбек (хоча першість у цьому питанні присуджують фірмі Renault з її 16-ою моделлю, яку почали випускати на півроку пізніше), до речі, дизайн його був розроблений не FIAT і не Autobianchi, а туринською фірмою Officine Boano. Туринці готували кузов купе для FIAT 1100D, а Джакоза примітив їхнє творіння і захотів побачити його на своєму народжуваному дітищі, для цього, щоправда, купе довелося переробити в трьохдверний хетчбек. Також вперше таку маленьку машину оснастили дисковими гальмами всіх коліс, Джакоза і його товариші вирішили встановити дискові гальма і ззаду, тому не могли домогтися стабільності при гальмуванні, маючи задні барабанні механізми, які блокувалися і зривали машину в замет. У листопаді 1963 року, коли випробовували прототип автомобіля Аньєллі, який особисто любив тестувати кожну нову модель, яка йшла в серію, вдарив по гальмах на полігоні, і машина, втративши керування, полетіла в кювет, при цьому сам власник фірми FIAT практично не постраждав, не дивлячись на інцидент, він дав машині путівку в життя, звичайно, змусивши переглянути гальмівну систему, що й було зроблено. В іншому машина мала традиційну для того часу конструкцію: передня незалежна підвіска «типу Макферсон» спочивала на нижніх двохопорних важелях (причому FIAT вперше використав цей тип підвіски), задня ж вісь по-старому спочивала на листових ресорах.
Усередині новинка була оброблена в традиціях фірми FIAT — темна дерматинова обробка, шпон на панелі приладів, обробленій м'якими матеріалами, обшивка на дверях покривала всі двері, не залишаючи голого металу, все це похмуре оздоблення розбавляли тільки яскраво-червоний килим, який покривав підлогу, та хромовані декоративні вставки в салоні. При цьому треба зауважити, що обробка була дуже якісною і добре підігнаною, до речі, настільки малий і відносно дешевий автомобіль оснащувався підсвічуванням бардачка. Що цікаво, ця машина користувалася дуже непоганим попитом у Франції, навіть більшим, ніж в самій Італії. Французи вже встигли до того часу звикнути і полюбити передньопривідні автомобілі, на відміну від італійців, для яких рідна промисловість донедавна не пропонувала машин такої концепції, плюс французам імпонував кузов типу хетчбек, який якось не особливо взяли апеннінці. У Франції було продано більше 15 000 екземплярів з 75000 випущених за весь час виробництва цієї моделі.

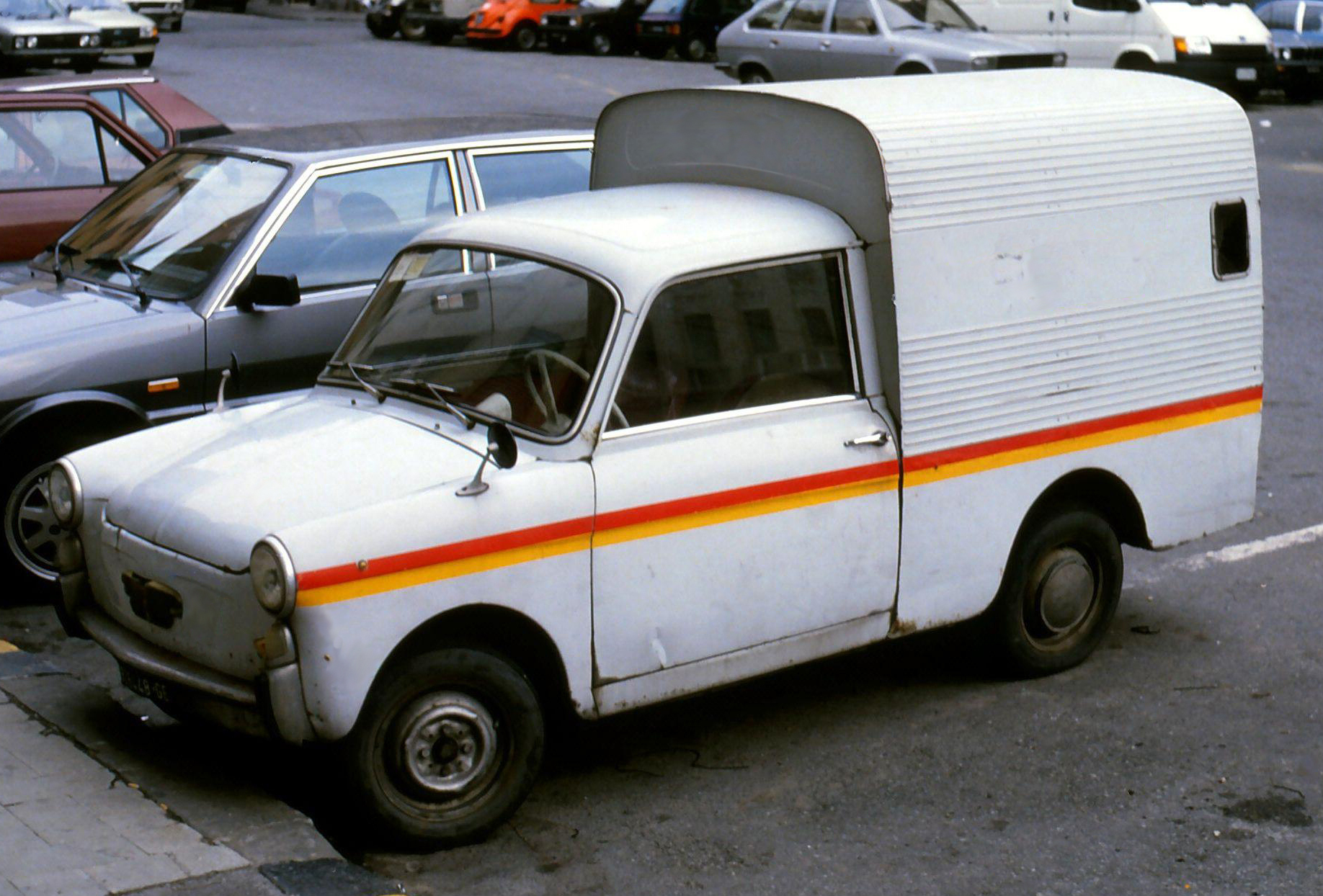
Autobianchi Bianchina Furgonico Tetta Alto

Що стосується фірми-попередника — Bianchi, то в 1964 році через низький попит припиняється виробництво мотоциклів цієї марки, як і 75 років тому, фірма стає чисто велосипедним виробником. У 1965 році модель Bianchina переживає оновлення — злегка підтягнули обличчя, в салоні стали використовувати обробку під дерево, версії з кузовом седан, універсал і фургон отримали більш потужний двигун, який тепер розвивав 18 сил. Крім цього, з'явилася версія фургона з кузовом типу «каблук» — Furgoncino Tetta Alto, корисний об'єм зріс аж у два рази, досягнувши двох кубометрів, а ось вантажопідйомність в 320 кг залишилася колишньою.
У 1965 році Primula була представлена і з кузовом типу купе, який поставлявся фірмою Carrozzeria Touring. Ця версія оснащувалася тим же 1.2 л двигуном, з якого тепер зняли 65 сил, що дозволяло розганятися до 145 км/год, базова модель розвивала на 10 км/год менше.
У 1967 році седан Quatroposti став оброблятися дерматиновим салоном, на дверях з'явилися карти дверей, в тому ж році Pirelli продає свою частку компанії FIAT, новим директором Autobianchi стає Енріко Рігетті. До речі кажучи, в 1967 році у фірмі FIAT з'явився технічний клон моделі Primula під назвою Fiat 238, це був фургончик, який протримався до 1983 року, коли його змінив FIAT Ducato. Так як сьогодні на Autobianchi Primula важко знайти запчастини, то реставратори можуть орієнтуватися на цей фургончик при пошуку запчастин.
30 березня 1968 року Autobianchi був прийнятий до складу групи FIAT, ставши повністю підвладною компанії. У зв'язку з цим 1.2 л мотор на «Примулі» замінюється новим, тому старий вирішили зняти з виробництва (йому вже стукнуло 34 роки). Новий мотор був також нижньовальним з верхнім розташуванням клапанів, і об'ємом 1.2 л, але потужністю вже в 60 к.с., дістався він по дружбі від FIAT 124, версія купе отримала же більш потужний 1.4 л двигун, потужністю в 70 сил від FIAT 124 Speciale. Варіанти з кузовом типу хетчбек стали називатися Primula 65C, а версія з кузовом типу купе — Primula S. Крім технічних змін, відбулися і поновлення зовнішності, так версія купе позбулася застарілих килей на задніх крилах, правда вони залишилися на хетчбеках, також були змінені передня частина автомобіля і салон. У тому ж році FIAT викуповує значну частину акцій французької фірми Citroen, завдяки чому автомобілі марки Autobianchi стали збуватися у Франції через дилерську мережу Citroën.
«Аутоб'янкі G31» — ще з моменту появи «Прімули» Джакоза загорівся ще однією ідеєю — створити середньомоторне купе з використанням техніки моделі Primula, яку перенесли б назад. У 1968 році прототип був готовий і показаний на виставці в Турині. Машина мала низький клиноподібний кузов, побудований ательє Officine Stampaggi Industriali (OSI), до речі, автором дизайну був Піо Манцу, проте він трагічно загинув у віці 30 років, не завершивши проект, в підсумку доводив до розуму прототип австрієць Вернер Хельбль, який до OSI працював дизайнером в фірмі Adam Opel AG. Автомобіль був оснащений пластиковим кузовом, фари у нього були підйомні, в салоні також широко використовувалися полімери, так панель приладів була виконана з травмобезпечної піни. Однак новий директор фірми Autobianchi не дав добро на цей проект, але в кінцевому підсумку через чотири роки під маркою FIAT була втілена технічна концепція Джакози в іншій зовнішній оболонці, ця модель стала відома нам по імені Х1/9.

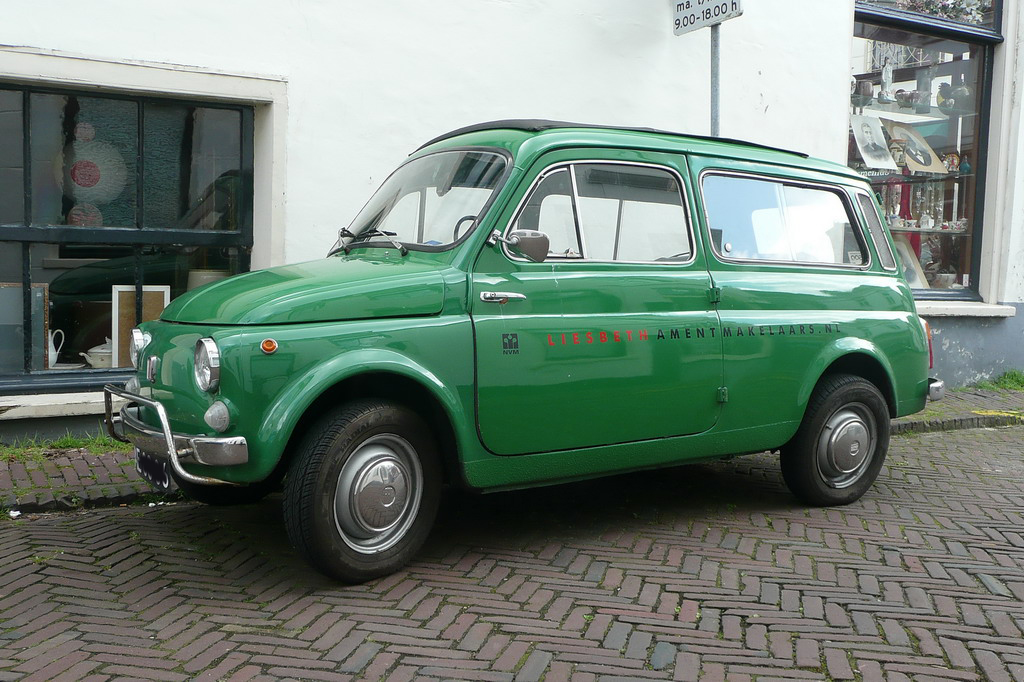
Autobianchi Bianchina Giardiniera

У червні 1968 року модель Panoramica змінюється новою машиною — Autobianchi Bianchina Giardiniera («Садівниця»), у Франції новинку назвали Jardinière, що, по суті, одне і теж саме. Це була копія Fiat 500D Giardinera, яка з 1965 року випускалася на заводі в Дезіо, тобто, по суті, на заводі її виробництво йшло вже цілих три роки, поки керівництво не вирішило просто наліпити на машину нову емблему, при цьому з каталогів марки FIAT ця модель зникла. Разом з новим універсалом були представлені і нові фургони, побудовані на його базі, які змінили попередників, що виготовлялися на шасі Bianchina Panoramica. Як привід у машині застосовувався двигун, об'ємом в 500 кубів, який видавав вже 22 сили, що цікаво, цей універсал, на відміну від колишніх Bianchina, відрізнявся наявністю «суїцидальних» дверей.

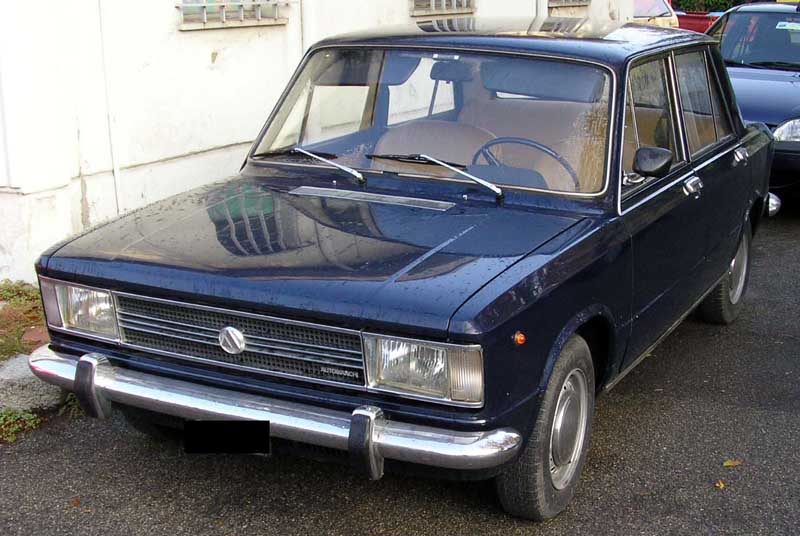
Autobianchi A111

У жовтні 1969 року FIAT купує компанію Lancia у Карло Пресенті (сім'я Лянча втратила контроль над фірмою в 1955 році), контроль за розвиток марки Autobianchi передають фірмі Lancia (зараз подібна ситуація з Maserati і Ferrari). Якраз в цей час анонсується модель А111, яка приходить на зміну Primula. Реготті ще в 1967 році дав вказівку підготувати наступника моделі Primula, на відміну від своїх попередників, він не хоче експериментувати, а вимагає, щоб новий автомобіль мав повноцінний кузов типу седан. За технічну основу була взята Primula Coupe S, яка оснащувалася 1.4 л двигуном, потужністю 70 к.с., на шасі якої одягли чотиридверний кузов типу седан, який дуже вже нагадував зовні кузов FIAT 124. Технічно А111 повторювала попередницю, за тією лише різницею, що гальмівна система отримала підсилювач. Машина стала найбільшою моделлю марки, її габаритна довжина вийшла за рамки чотирьох метрів на два сантиметри. Однак зміна іміджу моделі привела до падіння попиту на неї, основний ринок збуту — французький — відвернувся від новинки, по-перше, це було обумовлено насиченістю передньопривідних моделей французьких виробників, це була продукція фірм: Citroen, Renault, Simca і Peugeot; по-друге, французи хотіли мати кузов типу хетчбек на автомобілі такого класу. Всередині, за традицією фірми, машина була непогано оброблена: салон мав комбіновану обробку із застосуванням тканини і дерматину; на панелі приладів мався декор під дерево; карти дверей також закривали весь метал. Враховуючи клас машини, унікальним було застосування попільничок в задніх дверях, а також наявність освітлення для задніх пасажирів і гачків для одягу на поручнях ззаду.

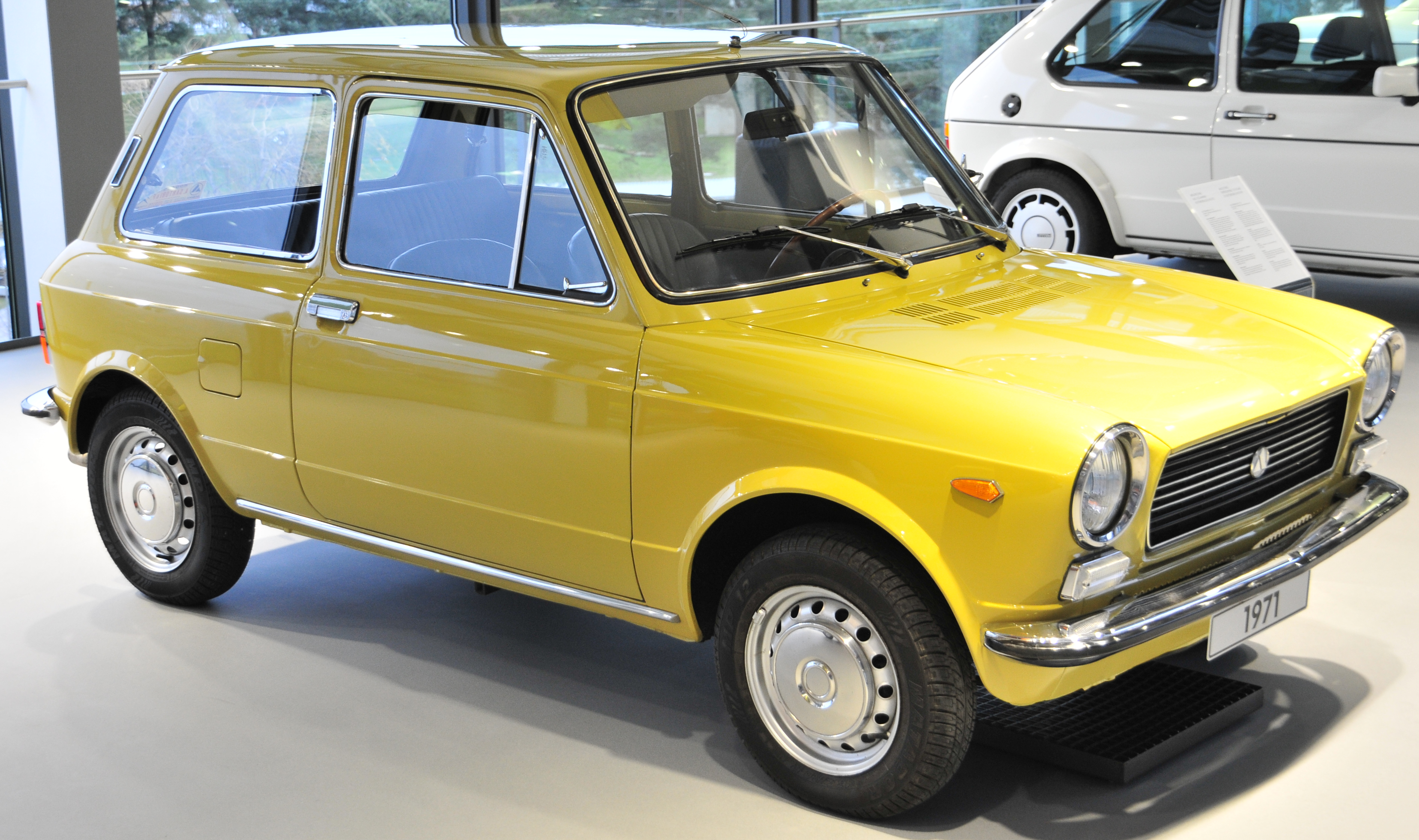
Autobianchi A112

До кінця 60-х років малолітражки Bianchina вже не користувалися таким попитом, як колись, в класі малих автомобілів був новий бестселер — Mini, якого почали випускати і в Італії на потужностях фірми Innocenti. Це змусило і FIAT працювати в цьому напрямку, в результаті в жовтні 1969 року почалося виробництво малолітражного передньопривідного автомобіля — Autobianchi A112. Технічна концепція машини була аналогічна Primula, поперечно розташований двигун з передніми привідними колесами. У автомобільчику спокійно могли розміститися чотири дорослих людини, тому, не дивлячись на те, що конкурентом, в першу чергу, був Innocenti Mini, машина з Дезіо виявилася на 20 см більшою в довжину. Під капотом переховувався двигун від FIAT 850 Spider, об'ємом в 903 см³ і потужністю в 44 к.с., чотириступенева коробка передач також була запозичена у цієї моделі «Фіата». На відміну від старших моделей, цей передньопривідний автомобіль отримав задні барабанні механізми, а ручне гальмо блокувало передні колеса, як на автомобілях марки Citroën.
Новинка відразу стала донором для прототипів, один з них — А112 Runabout — був підготовлений Нуччіо Бертоне, концептуальний автомобіль, схожий радше на спортивний катер, ніж на автомобіль, не міг втілитися як серійний автомобіль, але його дизайн, безумовно, вплинув на згаданий FIAT X1/9.
У 1970 році модель А111 оновлюється, машина отримує здвоєну задню оптику, нові бампери без іклів, кермо від FIAT 125, нову панель приладів, покриту шпоном під дерево. У вересні 1971 року у моделі А112 з'являється версія Elegance, машина отримала більш багате оснащення і поліпшену обробку салону, базова ж версія стала називатися Normale.

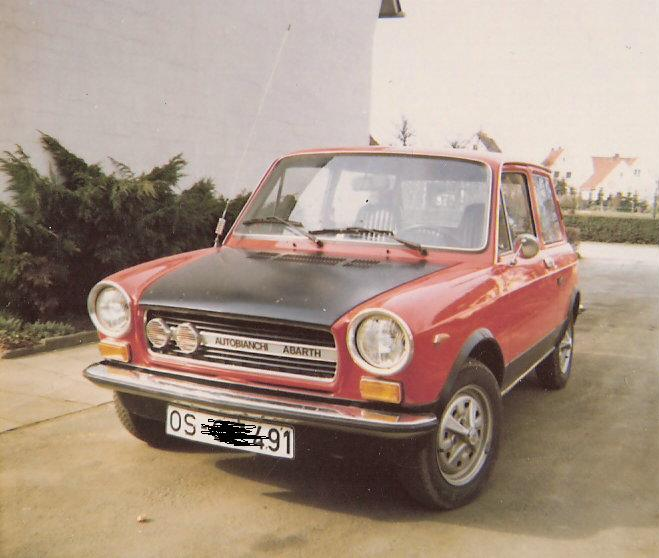
Autobianhi A112 Abarth Serie I

У 1971 році А112 доповнюється спортивною версією, підготовленою ательє Abarth, під матовим капотом чорного кольору цієї версії встановили однолітровий 58-сильний агрегат, він був отриманий з 900-кубового шляхом збільшення ходу поршня, також машина отримала нові вали, випускний тракт, а також здвоєні карбюратори «Вебер». Зовні А112 Abarth відрізнявся новими ґратами радіатора, литими дисками, чорним капотом, всередині відмінності зводилися до нового інструментарію, шкіряного трьохспицевого керма і спортивних сидінь з підголівниками. За новинкою вишикувалася черга, тому машина виявилася дешевшою свого британського конкурента Austin Mini Cooper Mk III, який був набагато потужнішим (77 сил) і швидкохідним (156 км/год і 10,6 секунди до ста, проти 152 км/год і 13,1 секунди до ста).
У листопаді 1972 року закінчується виробництво моделі А111, Lancia вважала цю модель конкурентом своєї новинки Beta, решта ж моделей, що випускалися під брендом Autobianchi, не мали аналогів у материнської компанії, так що Lancia не боялися за канібалізм. Всього було випущено близько 57000 примірників А111, що ставить модель по «провальності» на друге місце, слідом за Stellina. Хоча на ділі Bianchina Cabriolet за всі роки було випущено теж не більше 9000 екземплярів, але так як це всього-лише одна з версій моделі Bianchina, то кабріолет не йде в окремому заліку. Однією з причин низького попиту була висока ціна на автомобіль, FIAT 124 тих же габаритів, але із заднім приводом, коштував на порядок дешевше і, відповідно, забирав значну частину клієнтів у свого передньопривідного родича, які виросли з одного проекту — FIAT 123.

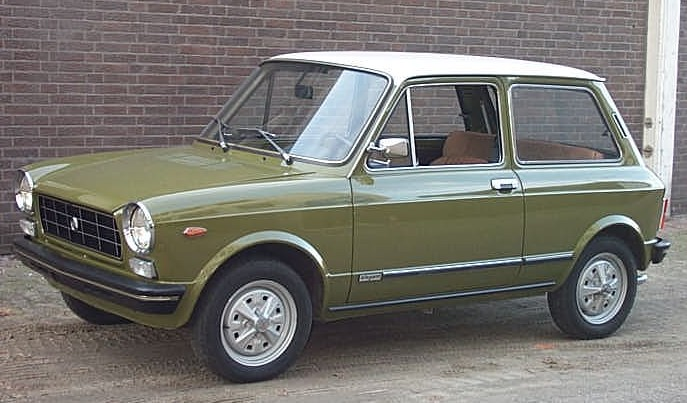
Autobianchi A112 1973 Serie II

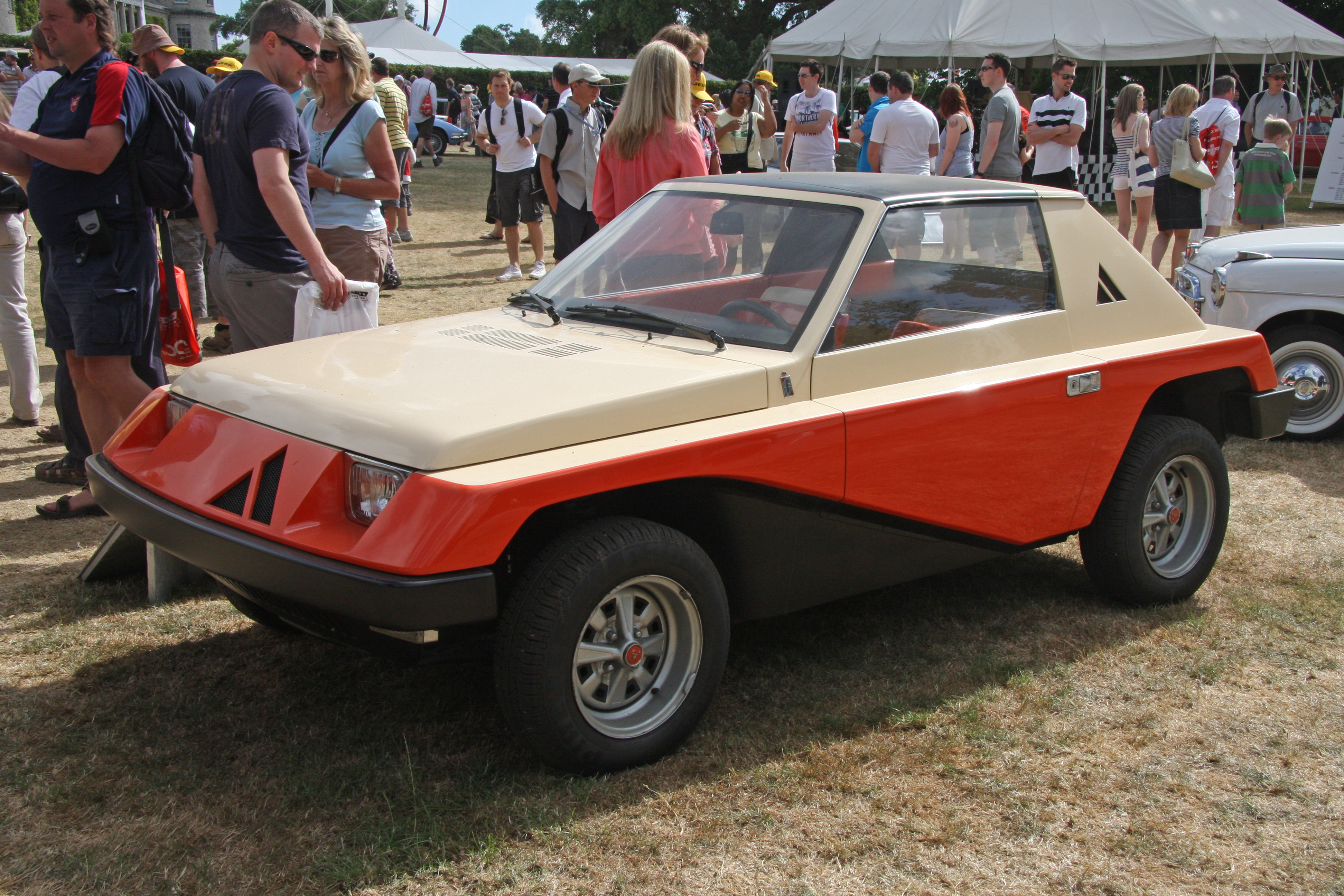
Autobianchi A112 Giovani

У березні 1973 року А112 оновлюється, автомобілі другої серії отримують нову решітку радіатора з більшими чарунками. Початкова комплектація доповнюється пофарбованими в чорний колір бамперами, а версія Elegance отримує гумові бампери з хромованою смугою посередині, також на кузові встановили на двох рівнях гумові молдинги, внизу, на передньому крилі, була табличка Elegance. Салон також оновлюється, а версія Abarth отримує оббивку салону в забарвленні шахової дошки і литі диски. На Женевському автосалоні фірмою Pininfarina був представлений пляжний варіант моделі А112 — Giovani. Кузов «Молодого», а так перекладається це слово з італійської, був виготовлений зі склопластику, щоб максимально здешевити вартість машини, крім іншого, прототип виявився позбавлений доступу до багажника з вулиці, запихати багаж потрібно було, відкинувши задні сидіння. Молодь, якій машина і адресувалася, була в захваті від проекту, економічний, недорогий і простий автомобіль для недільних вилазок на природу, чого ще хотіти, до того ж, має ультра-модний клиноподібний кузов із жорстким дахом, що знімається, але Реготті був консерватором, і ніяк не підписувався під різного роду афери, так що Фаріні довелося забути про можливий додатковий заробіток для своєї компанії.

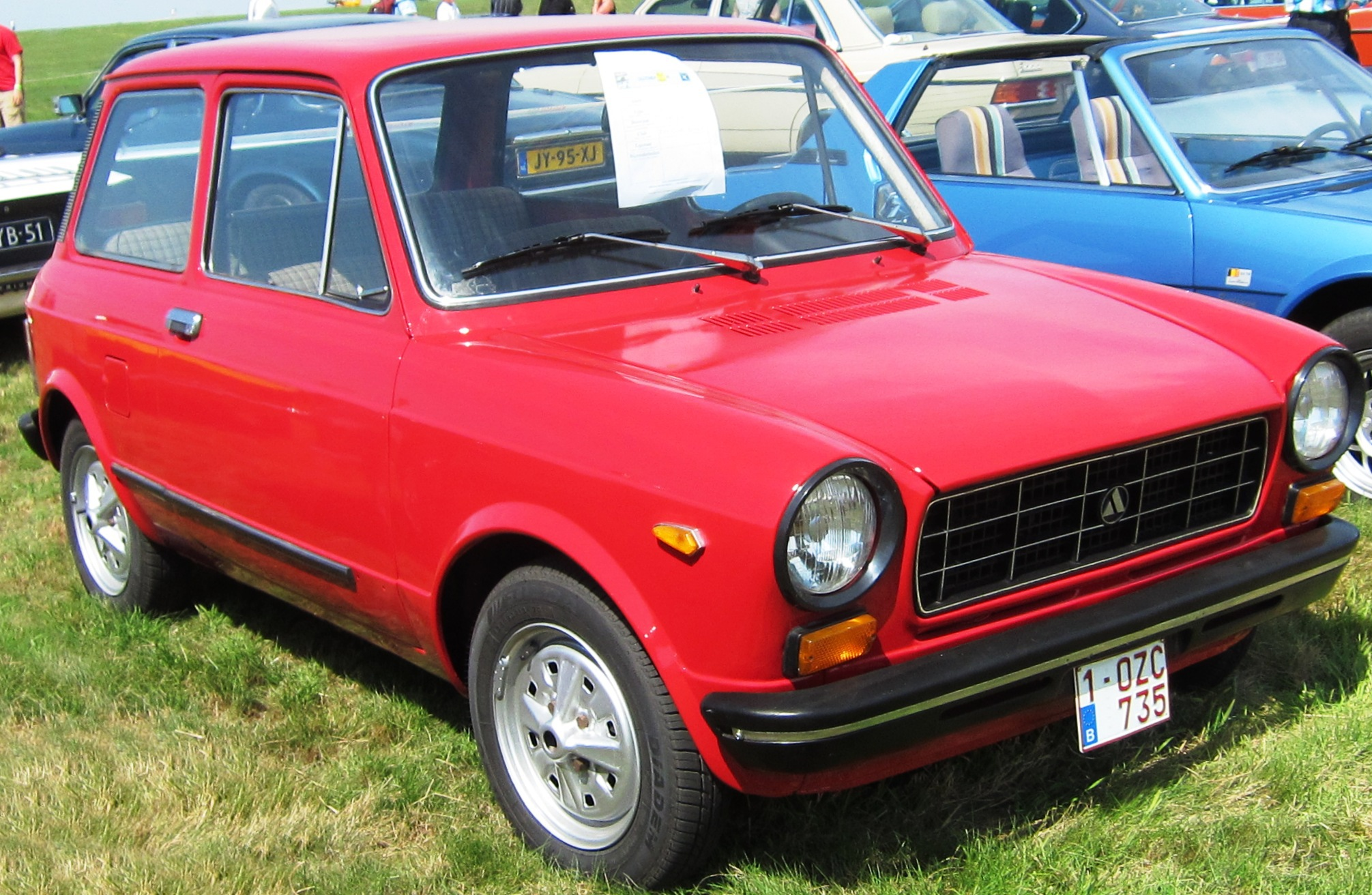
Autobianchi A112 Elegant 1975 Serie III

У 1975 році А112 в черговий раз оновлюється: задні арки поміняли свою форму, тому заднє сидіння розширилося і стало вміщати трьох пасажирів, у зв'язку з цим збільшилися і вентиляційні отвори на задніх стійках. Задня оптика також збільшилася в розмірі і отримала пластикову окантовку, при цьому у версіях Elegance і Abarth в них була вбудована секція заднього ходу, у дешевої версії вона була винесена окремо. У цей час віддача двигунів падає, у базовій версії потужність становила 42 сили, у більш дорогої «елегантної» — 45, а ось версія Abarth отримала розточений до 1050 кубів мотор, який видавав 70 сил, при цьому клієнтам пропонувався і 58-сильний варіант, правда, в 1976 році його перестали виготовляти. Abarth третього покоління отримав вакуумний підсилювач гальм, тому що машину, яка була здатна розігнатися до 160 км/год, треба було ще швидко і легко зупинити.

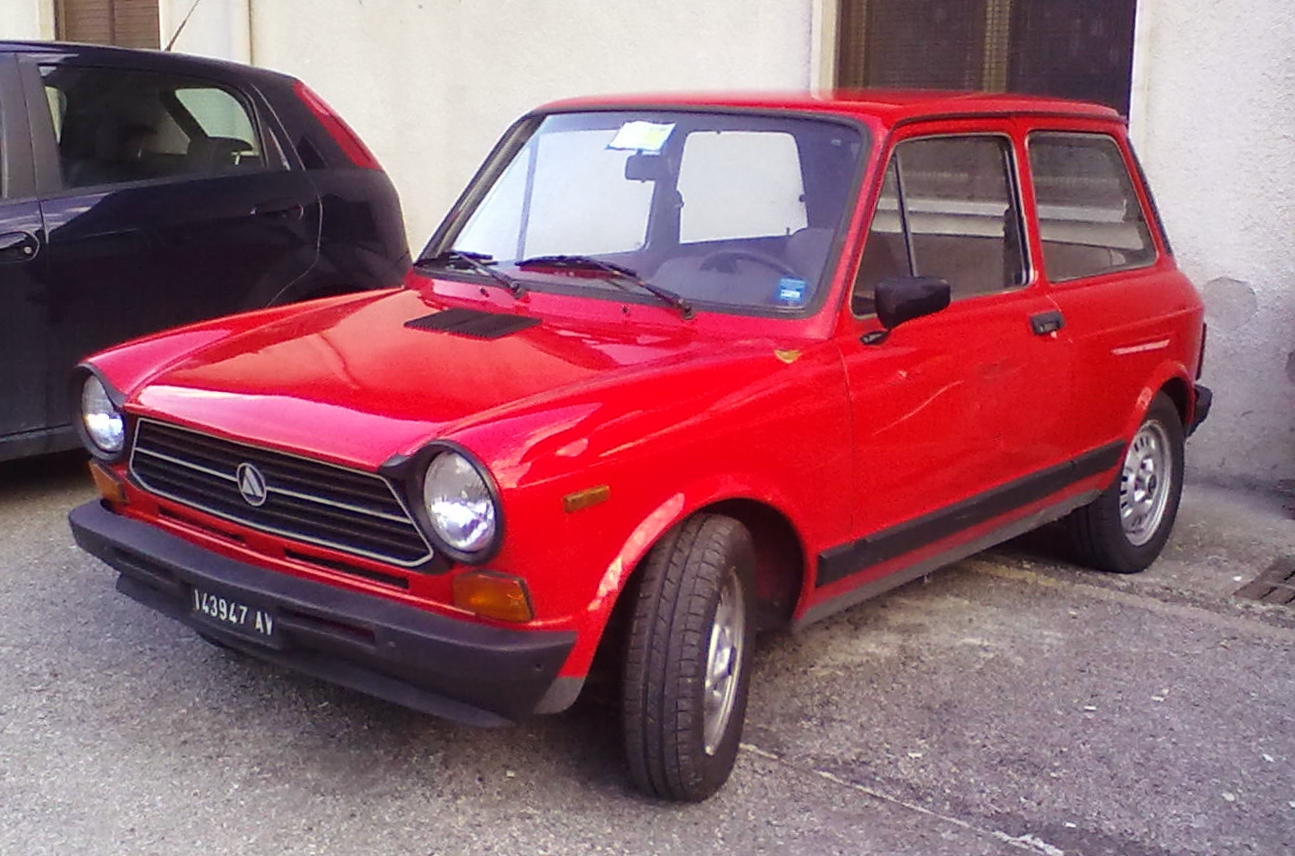
Autobianchi A112 Elegant Serie IV

У 1977 році морально застаріла модель Bianchina Giardinero знімається з виробництва, єдиною у виробничій гамі залишається А112, яка на восьмому році життя переживає вже четверте оновлення. Цього разу машина отримала новий дах, який став тоншим і отримав більш гострі кути, і був піднятий на п'ять сантиметрів. Версія Elegant отримує новий, більш потужний двигун, об'ємом в 960 кубів, який розвиває 48 сил, комплектація Abarth доповнюється повітрозабірником на капоті і спойлером під бампером, а для французького ринку у вересні обмеженою партією випускають модифікацію Appia. У 50-ті роки у Lancia була невелика модель Appia, в честь неї ця версія, продавана тільки у Франції, і була названа. Її відрізняв пофарбований в чорний колір кузов із сріблястими смугами і логотипами Appia. Усередині її відрізняли чорно-біле розфарбування оббивки, наявність тахометра, передні підголівники, з приємних опцій були обігрів і очисник заднього скла, інші ж були тонованими. Двигун цієї версії, об'ємом в 900 кубів, розвивав всього 45 сил. З цього моменту версія від Карла Абарта, що користувалася непоганим попитом, стала втрачати свої позиції, на італійському ринку конкуренція посилилася з появою нових гравців типу Fiat 127 Sport, Innocenti Mini De Tomaso і Renault 5 Alpine.
Фірма Zagato в 1977 році запропонувала свою версію оновлення. Так люди з «Цагато» пропонували встановити замість круглих фар прямокутні, нові литі диски типу Lacetti розміром в 14″ і спеціальний декор бічної частини кузова. Салон також був перероблений, замість темних матеріалів сидіння і карти дверей обшили світлим шкірзамінником, причому підголівники зробили регульованими, а в спинках передніх сидінь з'явилися кишені. Zagato планував випускати свою версію на замовлення, але в підсумку вся ця справа закінчилася одним-єдиним екземпляром.
З 1978 року в Швейцарії та Скандинавії модель А112 стала продаватися під брендом Lancia, в липні 1979 року італійці знову оновлюють машину. Вона отримує пластикову накладку між задньою оптикою, решітка радіатора теж стає пластиковою, також пластик можна побачити на арках і боковинах кузова. Версія Normale перейменовується в Junior, а між Elegance і Abarth з'являється проміжна модель Elite. Топові версії отримують як опцію п'ятиступеневу коробку передач, а Abarth отримує її в базовій комплектації, крім цього, спортивна модифікація отримує в базовій комплектації протитуманні фари, нові литі диски, регульовані з салону дзеркала заднього виду і обігрів заднього скла. Не забули і спеціальні версії, так в Німеччині пропонується Abarth Sport, потужність її залишається незмінною — 70 к.с., а ось зовнішність істотно допрацьовується. Ця версія забарвлювалася тільки в червоний колір, вона також отримує широкі пластикові накладки на арки і широкі литі диски. Кузов прикрашають широкі сріблясті смужки і масивний обвіс. Для Італії ж випустили версію Abart Golden Ring, машина фарбувалася в чорний колір, а все хромоване було замінено на «золото», крім передніх фар, навіть диски Cromodora були пофарбовані в золотистий колір.

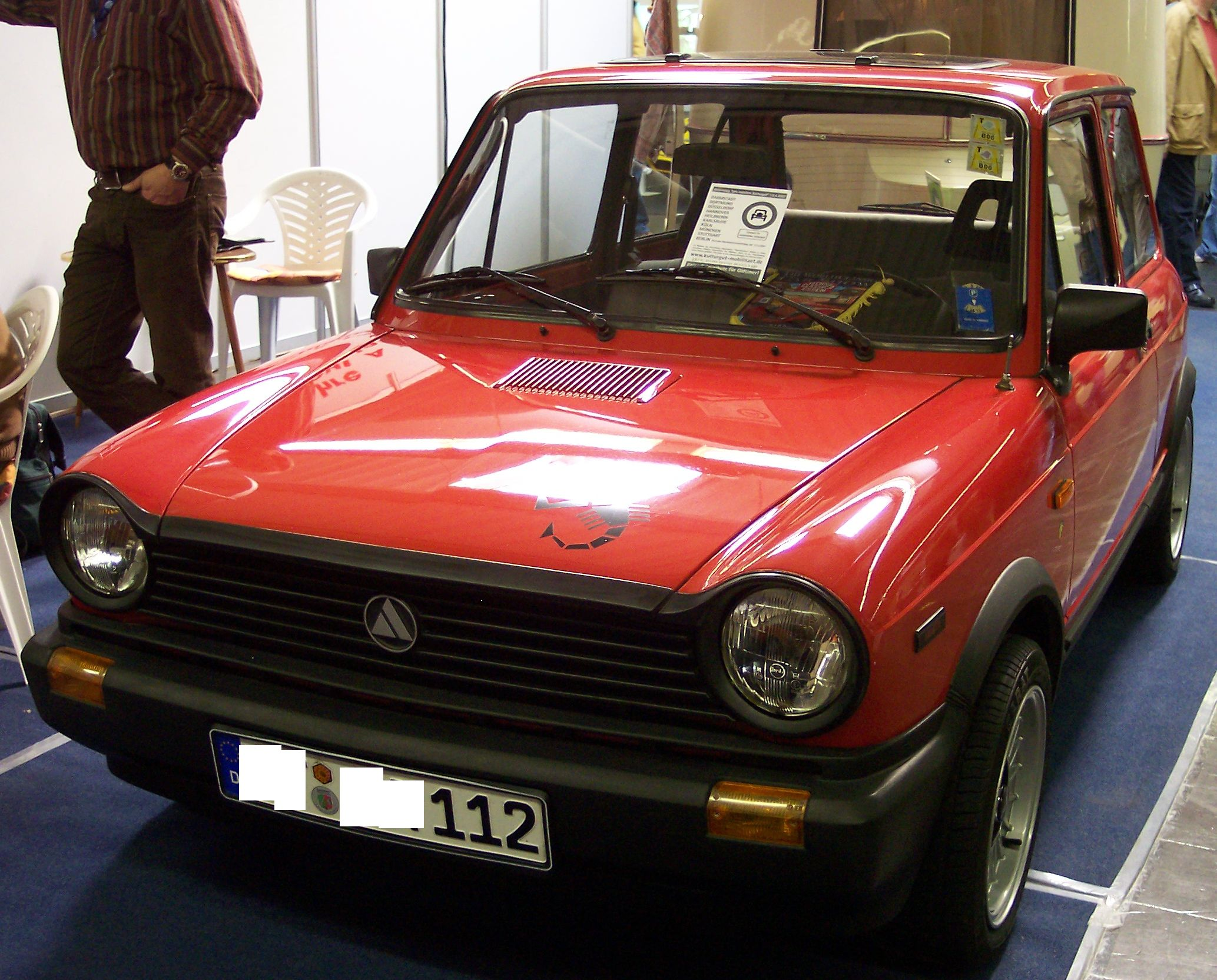
Autobianchi A112 Abart Serie VI

У 1982 році виходить у світ шоста генерація моделі, яка, до речі, була анонсована на Паризькому автосалоні, а не на рідному Туринському. Autobianchi відмовляється від зайвих пластикових деталей в екстер'єрі, приміром, із задніх стійок пропали обтічники, решітка стала менш масивною і т. д.. Версія Elegance пропала з каталогів, її місце зайняла версія Elite, а топовою серед не спортивних стає комплектація LX. LX міг похвалитися велюровим салоном, електричними склопідйомниками, електронними годинниками, і тонованими стеклами. Всі версії, крім Abarth, стали оснащуватися 965-кубовим мотором, так як старий 900-кубовий більше не влазив у норми викидів.
У 1984 році знову відбуваються незначні оновлення, поворотники попереду стали білими, задня оптика також була замінена на нову, а задній номер розмістили в бампері, у версії Abart між задніми ліхтарями з'явився червоний відбивач з назвою версії. Всі комплектації, крім Junior, стали серійно оснащуватися п'ятиступеневою коробкою передач. З цього року тільки у Франції та Італії машина продавалася під маркою Autobianchi, на інших ринках вона просувалася під маркою Lancia, а в Швеції як SAAB Lancia.
У березні 1985 року припиняється виробництво комплектацій LX, Elite і Abarth, у виробництві залишається тільки версія Junior, яка позбавляється приставки в назві, так як сенсу немає виготовляти шильдик для машини, яка випускається в єдиній фіксованій комплектації. А в Женеві в цей час анонсована нова машина — Autobianchi Y10. Машина вийшла незграбною, дизайнерам фірм Pininfarina і Giugiaro було дано завдання підготувати наступника моделі А112. Однак, переглянувши всі ескізи, було вирішено взятися за справу самостійно, в результаті зовнішність машини була виконана дизайн-студією FIAT під керівництвом Вітторіо Гіделла.

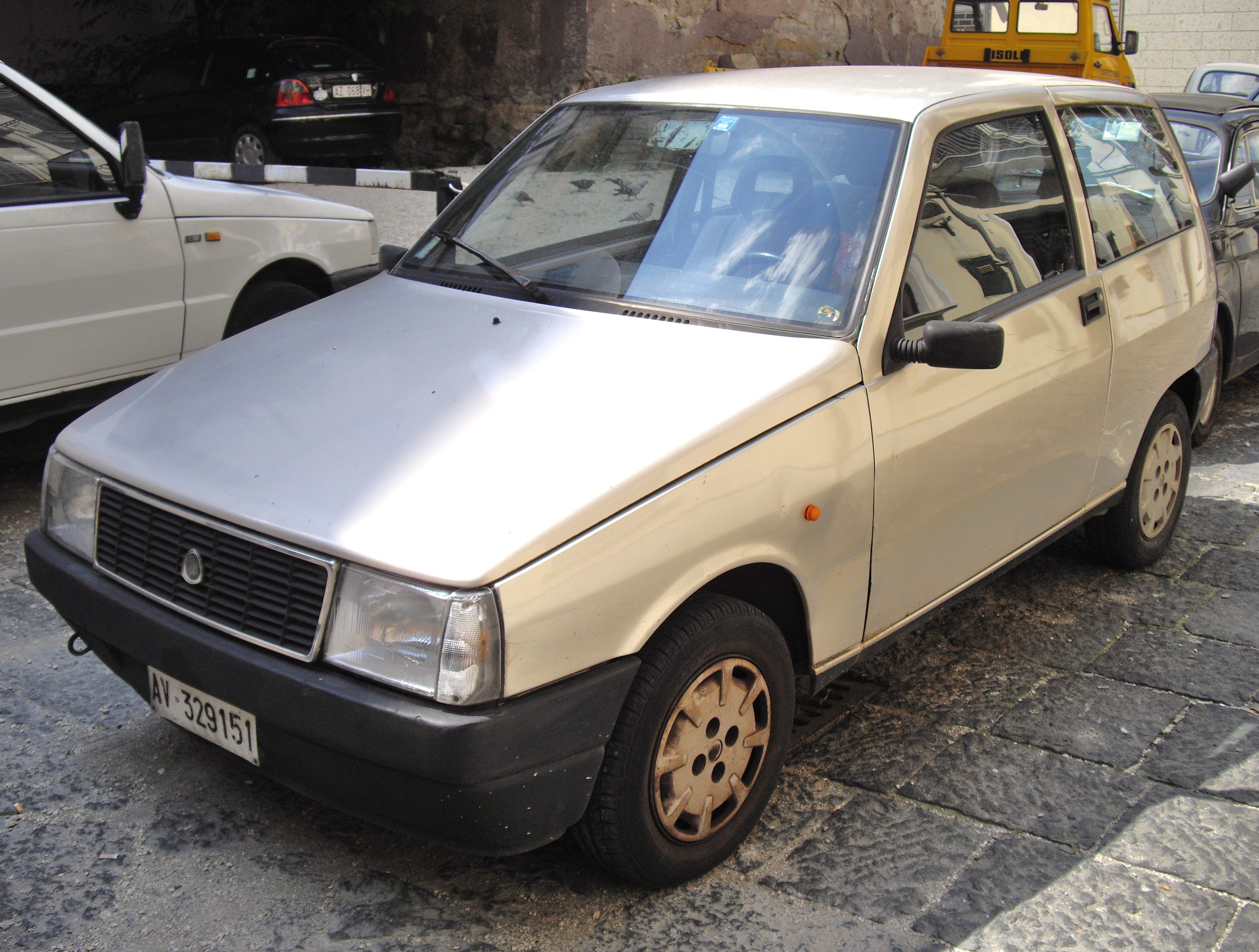
Autobianchi Y10 Fire

Дизайн був побудований на прямих лініях, капот був встановлений під досить великим ухилом, лобове скло теж було завалене, а задня частина при цьому була практично вертикальною, при цьому рівень лобового опору дорівнював всього-лише 31 Сх. З особливостей екстер'єру також треба підкреслити використання прямокутних блок-фар, суворої решітки радіатора, завдяки чому передок був схожий на продукцію фірми Lancia. Також серед фішок був всього-лише один двірник для лобового скла, зроблено це було для здешевлення конструкції, і головне, що впадало в очі, — пофарбована в чорний колір кришка багажника.
Як і у попередніх моделей Autobianchi, у цієї машини був свій технічний донор від FIAT, цього разу своєю начинкою поділилася модель Panda. Тільки інженери Autobianchi вирішили використовувати не застарілу ресорну підвіску ззаду, а винайти щось своє. У результаті з'явилася задня незалежна підвіска, яка отримала ім'я Omega, назва була дана завдяки формі балки, схожої на грецьку однойменну букву. Балка жорстко кріпилася до кузова через центральну подушку, з боків ж вона кріпилася до кузова за допомогою важелів, пружини ж підвіски винесли трохи вперед для поліпшення стабільності в поворотах. Двигун, об'ємом в один літр і потужністю 45 к.с., раніше на інших машинах концерну FIAT не застосовувався. В черговий раз новинку випробували на дочірньому підприємстві, мотор серії FIRE (Fully Integrated Robotised Engine) став першим у світі мотором, який збирали не люди, а роботи. Спроектований Родольфо Бонетті, спочатку розроблявся у співпраці з французьким концерном PSA (Peugeot-Citroen), проте французи в підсумку відмовилися від проекту, а FIAT довів справу до кінця. Цей мотор виявився простішим, дешевшим і, головне, надійнішим, ніж мотори минулої серії. При обриві ременя клапани не загиналися і, встановивши новий ремінь ГРМ, можна було продовжувати рух. При проектуванні основну ставку зробили на збіднення суміші, тобто в камеру згоряння потрапляло менше палива, але більше кисню, це не піднімало потужності, але піднімало крутний момент, а також знижувало споживання палива, плюс забезпечувало більш тиху роботу мотора. Трохи пізніше цей мотор з'явився і під капотами автомобілів марок FIAT моделей Panda і Uno, ще однією відмінністю від Panda була наявність п'ятиступеневої коробки передач на всіх версіях в базовому обладнанні.

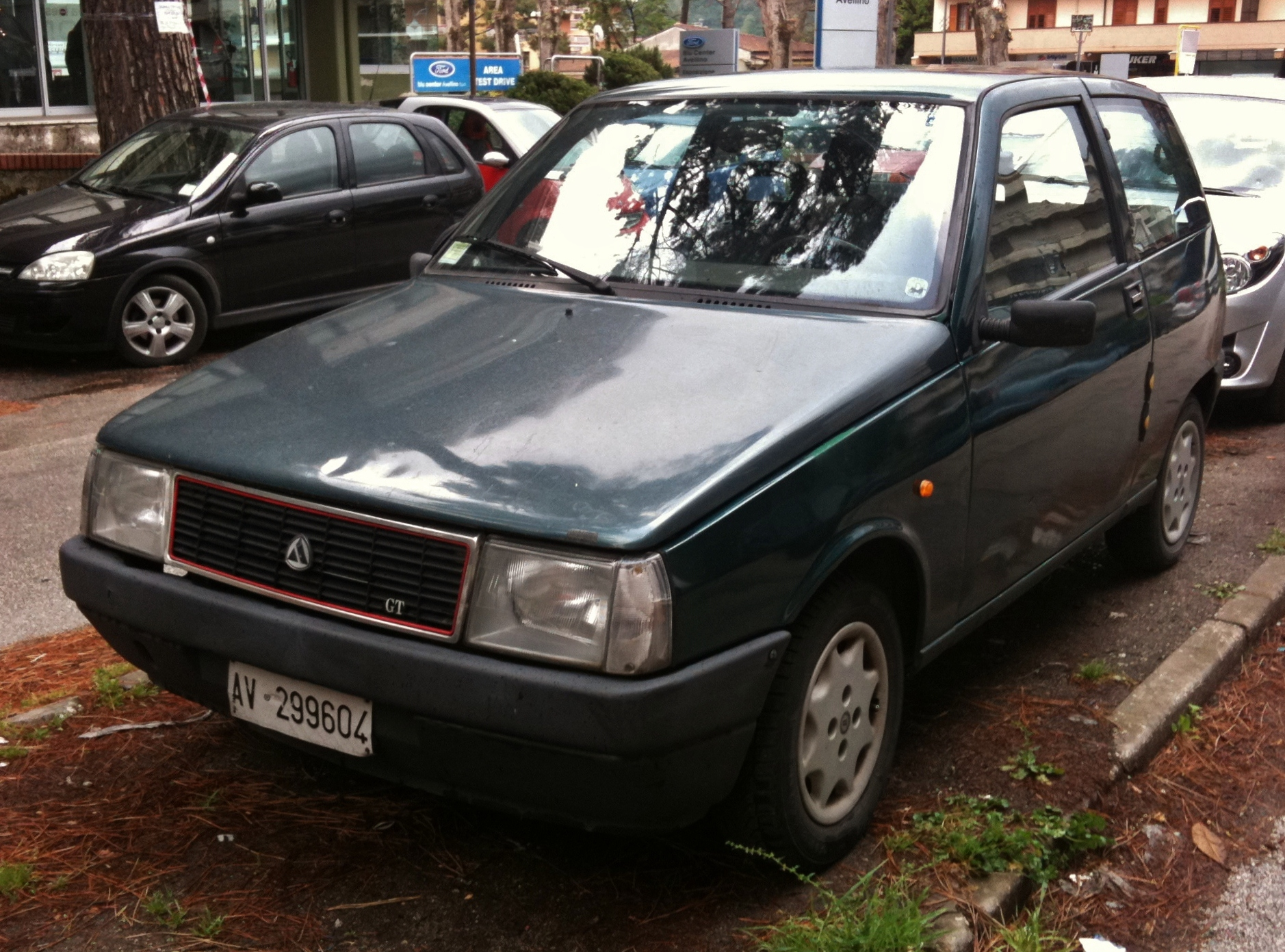
Autobianchi Y10 GT

Однолітровий мотор пропонувався тільки для початкової версії Fire, яка і була названа на честь двигуна. Бампер машини був чорного кольору, в базовій комплектації був обігрів заднього скла і килимове покриття. Другою версією була комплектація Touring, її обладнали двигуном, об'ємом в 1049 кубів. Цей двигун вів свій родовід з 1966 року, Ауреліо Лампреді розробив його для «Фіата 124». У 1976 році нижньовальний двигун для бразильського ринку переробили, встановивши на старий блок нову головку з верхнім розподільчим валом, тому цей двигун називали «бразильським», хоча на ділі він встановлювався в тому числі і на європейському Uno. Двигун цей виявився потужнішим свого нового побратима і видавав 56 сил, в іншому технічних відмінностей між цими двома версіями не було. Салон машини оброблявся алькантарою, вперше в автомобілі такого класу, першою, чий салон оббили алькантарою, була Lancia Thema. Як опції пропонувалися електричні склопідйомники, як спереду, так і ззаду (кватирки відкривалися і закривалися, такого не пропонував жоден з виробників, навіть на більш великих автомобілях), центральний замок на дверях та багажнику, а також кондиціонер. Була ще одна версія, яка затикала за пояс своїх конкурентів — Y10 Turbo. За основу був узятий «бразилець», на який встановили нові клапани, випускні колектори, електронне запалювання Magneti Marelli Digiplex, але, найголовніше, це був турбонагнітач IHI RHB 52, який, до того ж, оснастили інтеркуллером, байпасом і терморегулювальним клапаном. Всі ці доробки дозволяли зняти 85 сил з літрового з копійками двигунчика, що дозволяло малятку вагою близько 800 кг розганятися до 178 км на годину, а сотню розмінювати за 9,5 секунд, що було на п'ять секунд швидше, ніж це робила атмосферна версія. До речі, йому програвав інший міні-турбо — Daihatsu Charade deTomaso Turbo, який був на 0,3 секунди повільнішим. Піднята потужність змусила переглянути і гальмівну систему, так диски спереду збільшились в розмірі, також були встановлені нові супорти з плаваючою скобою. Зовні цю машину було легко впізнати за більшими бамперами із вбудованими протитуманними фарами, також на бамперах були червоні смужки, а на решітці радіатора була табличка з написом Turbo, на глушнику була хромована насадка.
Всі три версії могли за замовленням оснащуватися дигітальною панеллю приладів фірми Veglia Borletti з модною нині у китайських виробників синім підсвічуванням. Панель приладів «Solid State» мала вбудований в нього бортовий комп'ютер, на панелі приладів виводилася наступна інформація: оберти двигуна, швидкість, денний і загальний пробіг, рівень палива, тиск мастила, температуру; в Turbo ще була додаткова секція з показаннями тиску турбіни і температурою мастила у двигуні. Комп'ютер же взагалі мав стільки опцій, що йому міг би позаздрити Lagonda V8 Series II: миттєва і середня витрата палива, автономність (скільки може пройти на залишку палива), годинник і дата, середня швидкість, час поїздки, зовнішня температура, загальна витрата палива.
Машина стала хітом, менше ніж за рік було продано більше 65 000 автомобілів, правда, треба зауважити, що ця модель продавалася як Autobianchi тільки в Італії, у Франції та Японії, а в інших країнах спочатку продавалася як Lancia Y10. Однак, не дивлячись на успіх, менеджмент фірми вирішує зробити більшим список пропонованих варіантів, тим більше, в 1986 році, після 17 років, припиняється конвеєрне життя моделі А112, який розійшовся тиражем в 1 250 000 примірників, з них близько 1 млн було продано під брендом Autobianchi.
Основним ринком збуту мініатюрного «Rolls-Royce» була Франція, де основним продавцем після 1973 року (коли FIAT продав свій пакет акцій Citroёn фірмі Peugeot, до речі кажучи, не без тиску з боку Шарля де Голля) став Андре Шардоне, що мав обширну торгову мережу. За ініціативою Шардоне на базі моделі «Турбо» була підготовлена ще більш швидкохідна версія. Шарль Хофманн переробив головку циліндра і замінив розподільчий вал, підняв тиск турбіни до 1.2 бара і встановив «холодні» свічки запалювання, в підсумку з одного літра і п'ятдесяти кубиків вдалося зняти 110 сил (більше 100 сил з одного літра). Ходова отримала замовні амортизатори De Carbon, всі втулки підвіски були посилені, гальмівна система була замінена на спортивні механізми фірми Ferodo, штатна гума, розмірністю 155/70 R13, була замінена на більш широку — 185, з тим же 70 профілем. У підсумку малюк зміг подолати 200-кілометровий бар'єр, стрілка завмирала на позначці 202 км/год, до ста машина розганялась за 8,7 секунди, а «квотер» машина долала за 16,66 секунди, що було на секунду швидше базового «Турбо». За всі переробки мсьє Шардоне просив 20 тисяч франків, що становило третину вартості базового автомобіля з турбонагнітачем, тому було продано всього два екземпляри, сліди яких загубилися.

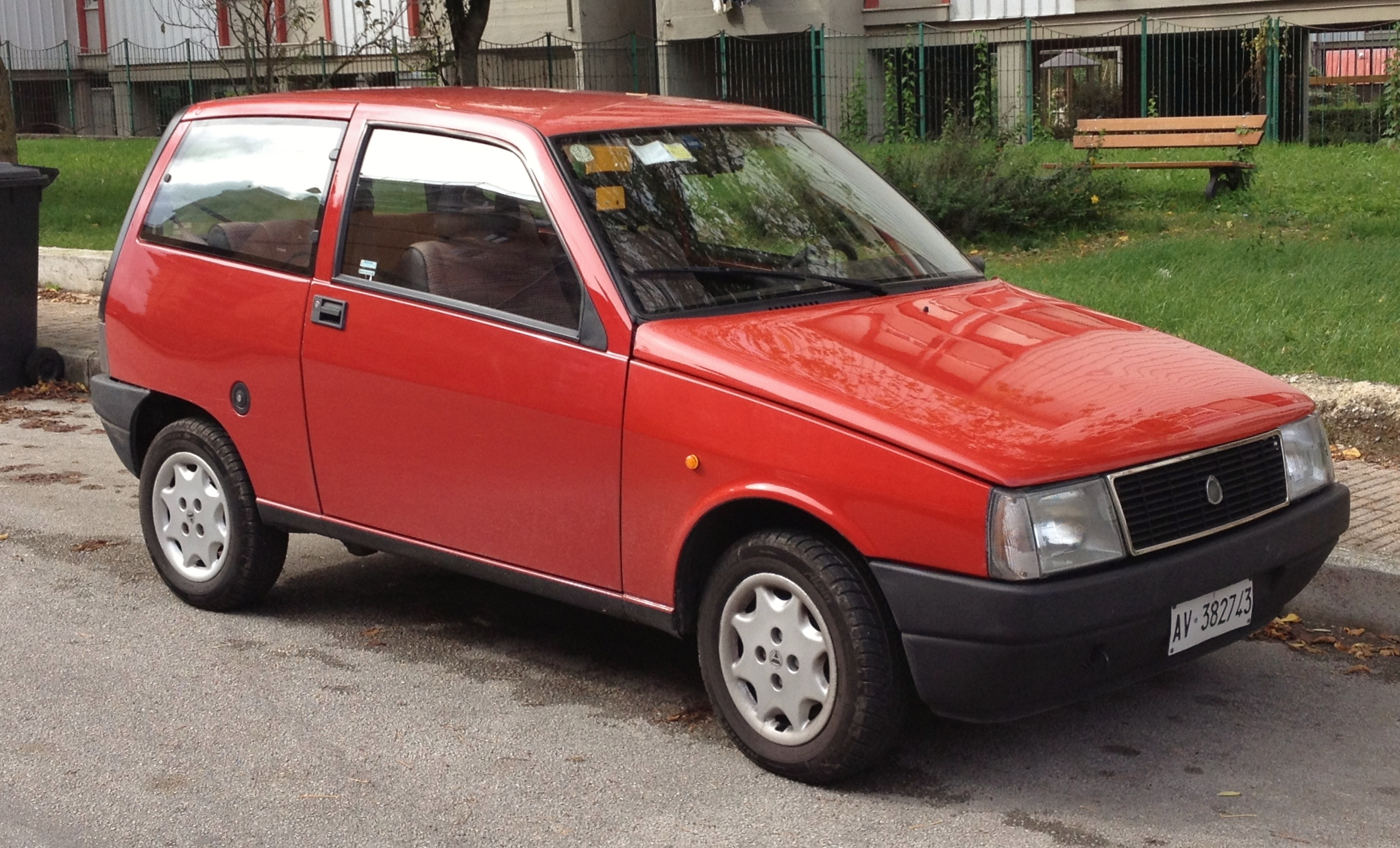
Autobianchi Y10 Fire з 1986 року

У лютому 1986 року колишня комплектація Fire стала називатися Fire LX, а новим Fire став більш бідний варіант машини, який повинен був зменшити розрив між Y10 і Panda. Так до чорних бамперів додалася чорна решітка радіатора, яка позбулася хромованого декору, ззаду встановили асиметричну оптику: справа розмістили секцію заднього ходу, ліворуч — протитуманну фару, до цього обидві були розміщені в обох ліхтарях. У салоні встановили нову панель приладів з меншою кількістю приладів, сидіння стали оббивати більш дешевою тканиною, задню боковину салону обробили пластиком, а не тканиною, з бардачка зняли кришку. При цьому на сидіннях залишилися підголівники, а на задньому склі — обігрів і омивач з очищувачем.
Autobianchi Y10 Fire з 1986 року. Не думав що буде так складно знайти нормальну ілюстрацію найдешевшої версії. Кадр з французького фільму En toute innocence 1988 року.
Fire LX, як і всі більш дорогі версії, укомплектувався регульованою по нахилу і вильоту рульовою колонкою, салон можна було обробити і алькантарою, серед опцій були також електричні склопідйомники і електричні годинники на панелі приладів. Touring електропривод стекол, а також центральний замок отримав в штатне устаткування. Зовні люксовість показувала хромована декорація вікон. Турбо-версія залишилася колишньою, але у Франції був запропонований варіант Yearling (що означає «Мужній»), так от ця версія пропонувалася із пластиковим чорним обвісом по колу, який заходив, у тому числі, і на арки коліс, до речі, по низу пластика бігла червона смужка, що продовжувала візуально смужки на бамперах. На задніх багажних дверях, які, до речі, були смугастими (чорний колір чергувався зі смугою кольору кузова), був встановлений чорний спойлер. Серед інших відмінностей була наявність другого бокового дзеркала, тоновані стекла і задні сидіння, що розкладалися по частинах.

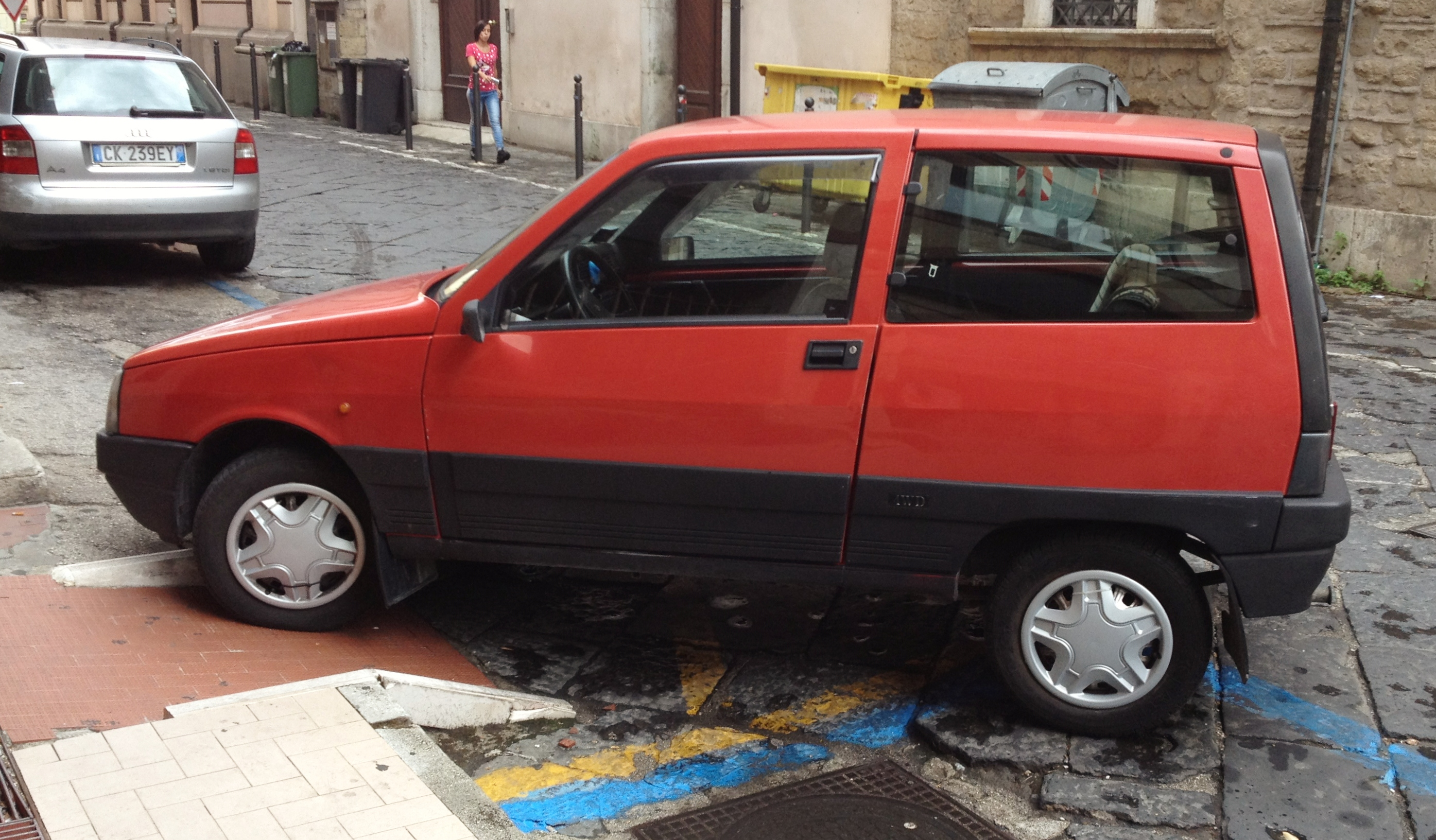
Autobianchi Y10 4WD

У жовтні 1986 року з'являється ще одна цікава версія — повнопривідна. Базою для неї послужила версія Fire LX, тобто під капотом був той же літровий мотор, але віддачу його довели до 50 сил. Повний привід підключався за допомогою вакууму з кнопки на панелі приладів, однак, на жаль, користуватися ним можна було тільки на швидкостях до 55 км на годину, тобто в тих умовах, в яких він і був потрібний. Зовні машину можна було впізнати за більш високою посадкою, сталевими дисками зі своїм дизайном, на які не стали навішувати ковпаки, на спідниці кузова була широка пластикова накладка. У салоні відмінностей було менше, ліворуч на панелі приладів була вже згадана кнопка з діаграмою включення приводу і кермо від версії з турбо-мотором.

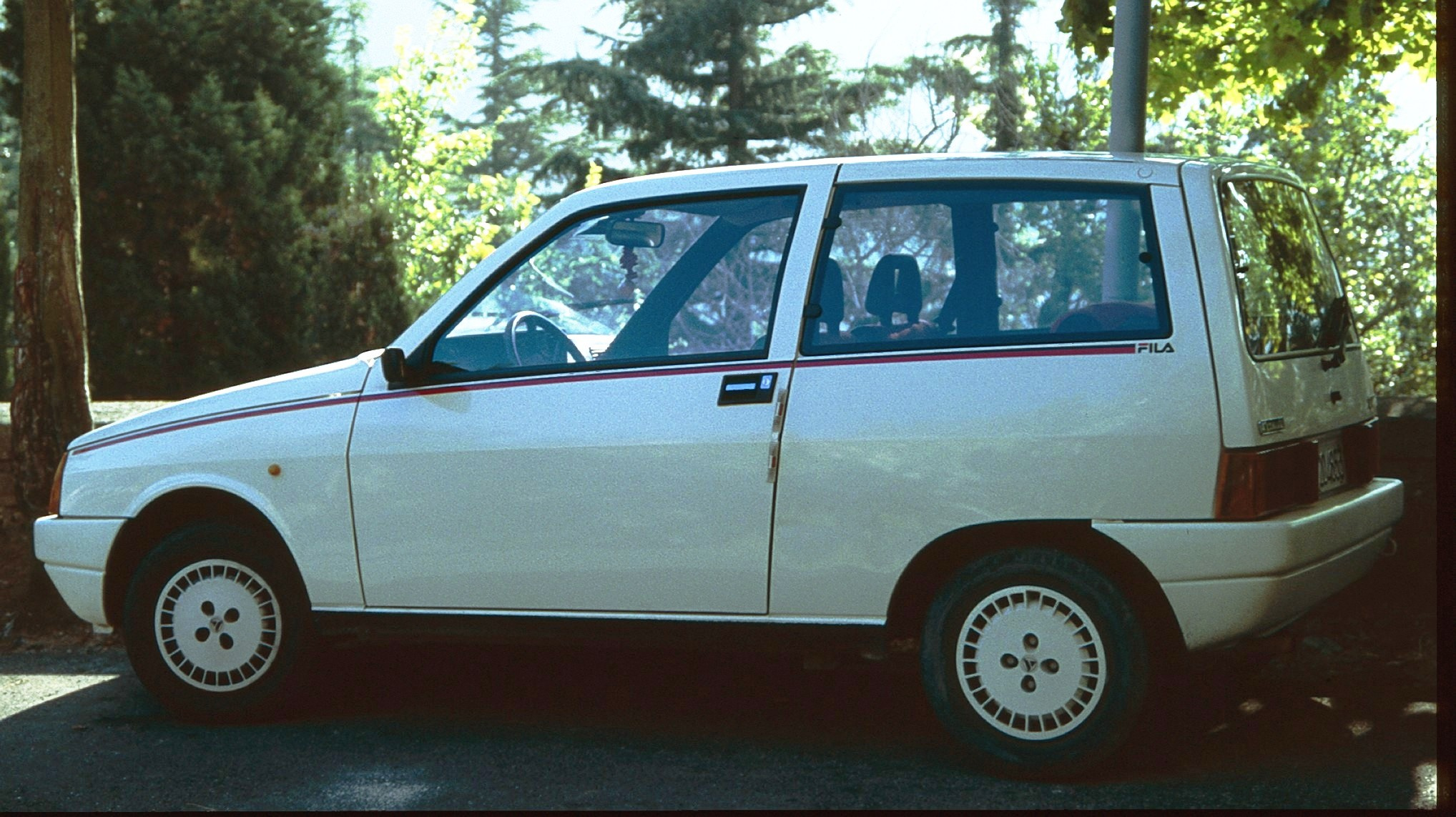
Autobianchi Y10 Fila

У сезоні 1987-1988 модельного ряду серійні комплектації залишилися без змін, але от з лімітованими версіями недоліку не було. У лютому 1987 року виходить у світ спеціальна версія Fila, підготовлена у співпраці з однойменною італійською фірмою, що випускає спортивний одяг. За основу брався базовий Fire, який забарвлювався в білий колір, причому, в білий фарбували бампери, колісні ковпаки і кришку багажника, по віконній лінії борту пустили червону смугу. В обробці салону домінував червоний колір, на сидіннях були вишиті логотипи фірми Fila.
У червні того ж року з'являється ще одна спеціальна версія — Martini, яку присвячували довголітній дружбі фірм Lancia і Martini e Rossi, остання була постійним спонсором автомобільного бренду в ралі. Базою для Martini послужила модель Turbo, як і попередня лімітована серія, ця варіація забарвлювалася тільки в білий колір, ковпаки дісталися від Fila, а ось бампери на цій машині не забарвлювалися в колір кузова. На чорних бамперах залишилася характерна для Turbo червона горизонтальна смуга. На бортах було розфарбування у фірмових кольорах Martini — червоно-синьо-блакитному, яке розширювалося до заднього колеса. У салоні були комбіновані сидіння з матерією, виконані в тих же кольорах спонсора та шкіряними вставками з боків.

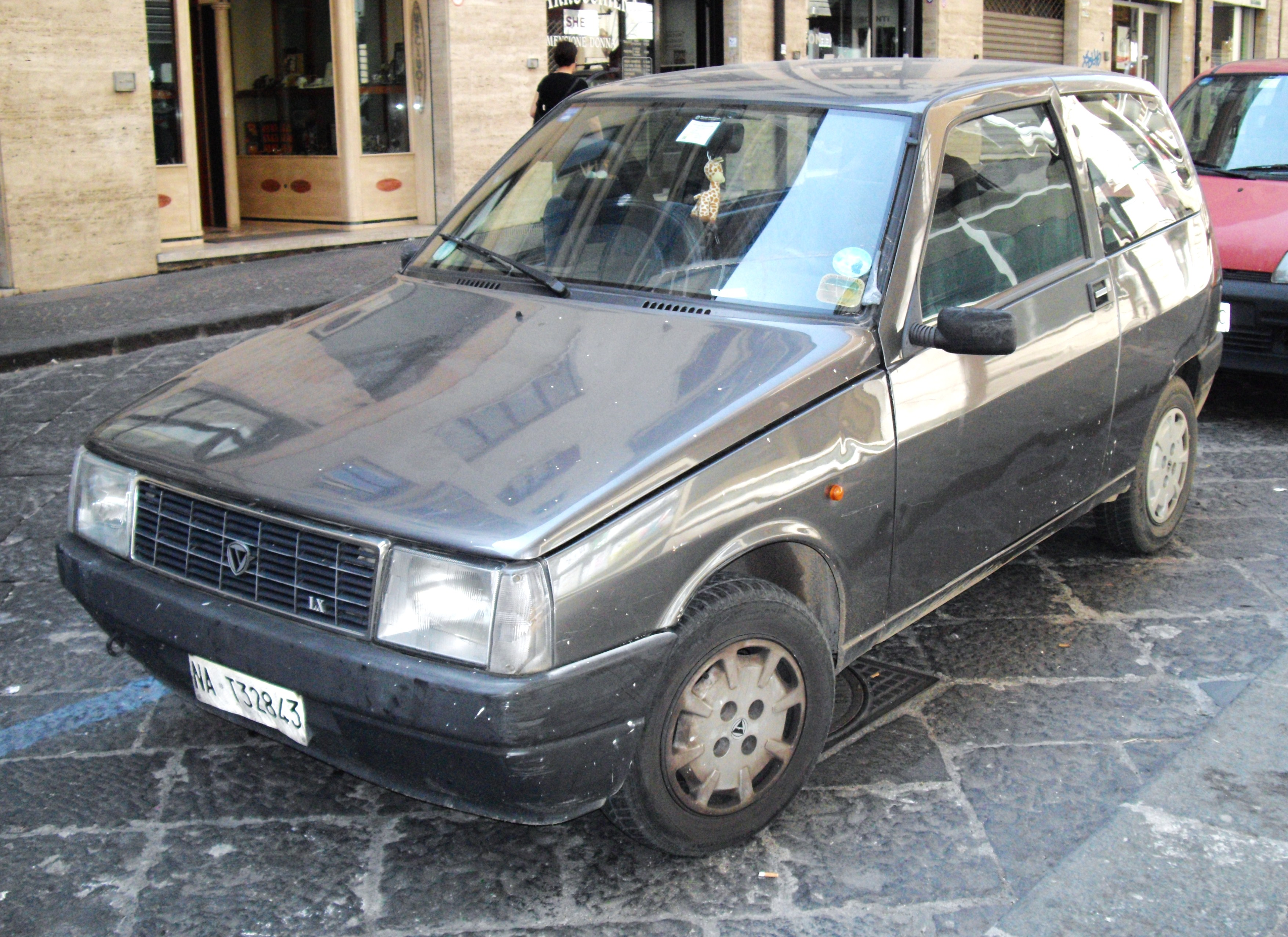
Autobianchi Y10 Missoni

У жовтні 1987 року фірма запропонувала ще одну версію — Missoni. Зовнішність і обробка були віддані на відкуп колишньому атлетові та учаснику Олімпійських ігор, а тепер дизайнеру одягу — Оттавіо Міссоні. Для Міссоні виділили Fire LX, який дизайнер вирішив пофарбувати в унікальний для марки синій колір — Memphis Blue Metallic, який не пропонувався ні на той момент, ні після в каталозі опцій. Салон був оброблений оксамитовим матеріалом забарвлення Missonato, пропонований будинком моди Missoni. Карти дверей, боковини задніх панелей і панель приладів оброблялися алькантарою горіхового кольору, килимове покриття автомобіля було синього кольору, доступні як опції для Fire LX електропідйомники стали для цієї версії стандартним оснащенням. Ця версія була особливо цінованою у любителів цього будинку прет-а-порте.
Під кінець року, в грудні 1987, для Австрії та Швейцарії була підготовлена версія, яка більше ніде і не продавалася, навіть в Італії. Справа в тому, що ці країни були попереду планети за частиною жорстких норм викидів відпрацьованих газів, а 1.0 Турбо ніяк не влазив в норми екологічності, які були прийняті в цих країнах, так що для альпійських країн була створена машина з 1.3 л двигуном — Y10 1.3. Під капотом цієї машини був мотор з уприскуванням, що працює на неетилованому паливі, що знижувало токсичність викидів, потужність він видавав 72 сили, що набагато погіршувало його динамічні якості в порівнянні з Y10 Turbo. Зовні цю машина було практично не відрізнити від турбо-моделі, в салоні ця версія, єдиною з усіх інших, оснащувалася «бородою» на середній консолі. Всі ці версії допомогли підняти продажі моделі до позначки в 150 000 за 1987 рік: Fila призначалася для молоді, Martini — для «спортсменів», і Missoni — для модників.
У березні 1988 року вийшла друга версія серії Fila, яка тепер забарвлювалася і в чорний колір, а сидіння оброблялися, в тому числі, і синьою тканиною. Також для французького ринку була виготовлена обмежена партія Avantgarde і Chic, перша фарбувалася в чорний колір, салон був з бежевої алькантари, і оснащувалася вона люком на даху, литі диски були взяті від моделі Turbo. Друга була тільки білого кольору і оснащувалася ґратами радіатора і дисками від Turbo, обидві версії оснащувалися літровим мотором. Інші всі варіанти залишилися в 1988 році без змін.
У лютому 1989 року на світ з'являється оновлена версія єдиної моделі Autobianchi, яка продається під цією маркою тільки в Італії. Змін по кузову не було, вони більше були по косметичній частині, так спереду стали встановлювати білі поворотники замість помаранчевих, ззаду всі версії отримали один варіант ліхтарів, які були затоновані в сірий колір, оновили дизайн ковпаків, правда, у повнопривідної вони залишилися колишніми. У салоні змінилася панель приладів і карти дверей. Головні зміни торкнулися вибору моторів.
З колишнього переліку комплектацій залишилася тільки початкова — Fire. Мотор у неї залишився колишнім, 999-кубовим, потужністю 45 к.с., тепер найдешевша версія не виглядала бідною родичкою зовні, звичайно, бампери залишилися незабарвленими у неї, але на решітці радіатора з'явився декор із нержавійки, задня оптика була тепер такою ж, як і на більш дорогих побратимах, на замовлення машину можна було оснастити електричними склопідйомниками, але при цьому у машини по колишньому не було кишень на дверях і кришки бардачка.

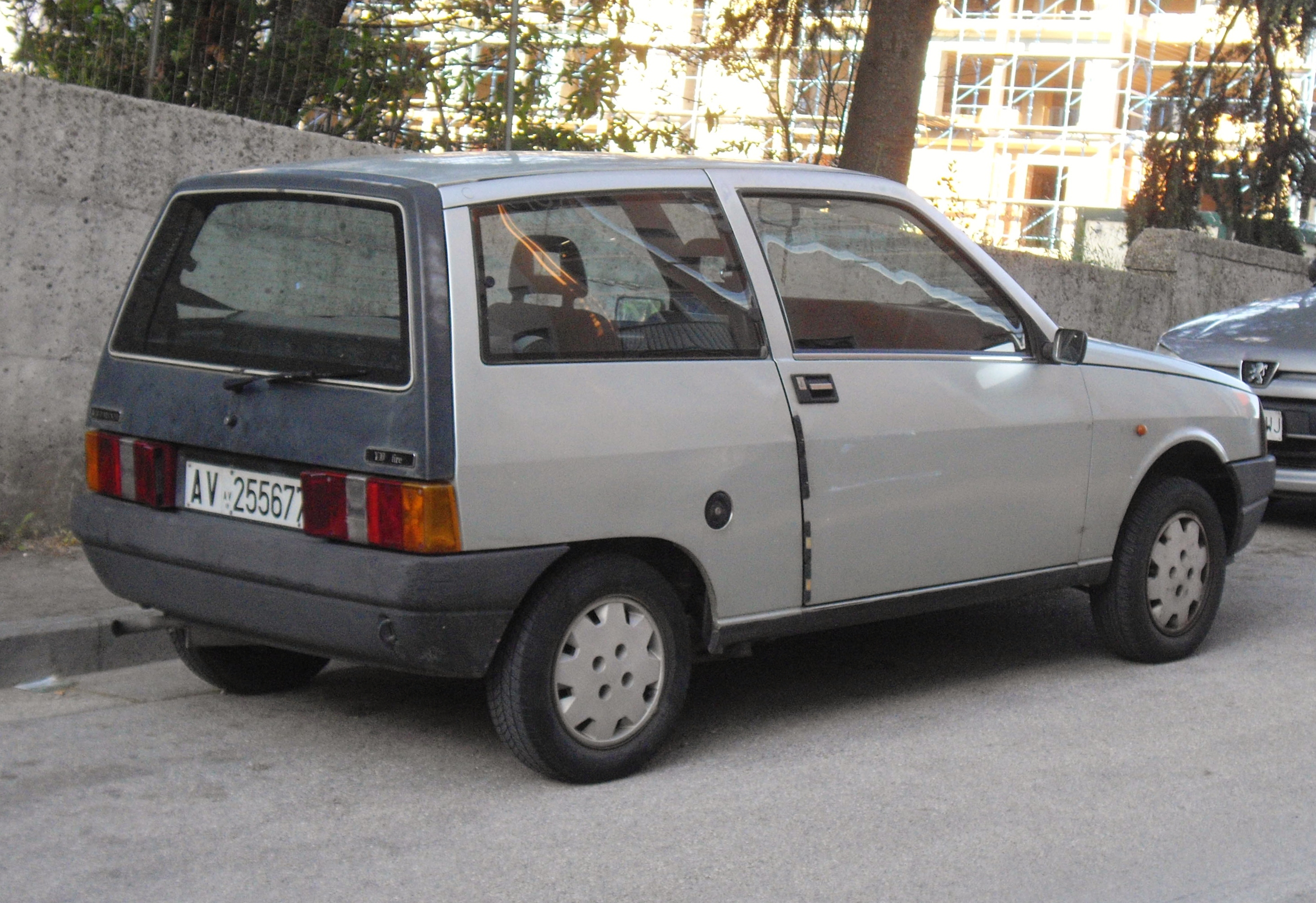
Autobianchi Y10 Fire LX i.e. Serie 2

Слідом йшла версія Y10 Fire LX, під її капотом розташовувався 1.1 л двигун із моновприскуванням палива фірми Bosch. Потужність цього двигуна складала 58 сил, запозичений він був у FIAT Tipo, який дебютував у червні 1988 року. З цим двигуном машинка могла розганятися до 156 км/год і розмінювати сотню на спідометрі за 13,9 секунди, що було на півсекунди швидше базової моделі. Ця версія отримала забарвлювані в колір кузова нижню частину бампера, на боковині знизу пустили темну смугу з назвою комплектації. Глушник укомплектувався модним хромованим наконечником, салон оброблявся дорогою тканиною, або за бажанням покупця алькантарою, також, починаючи з цієї комплектації, пропонувалося регульоване кермо. На замовлення ж машину можна було оснастити штатним клімат-контролем з кондиціонером і можливістю рециркуляції повітря.
Слідом йшла модель GT, так як з часом норми викидів відпрацьованих газів посилилися по всій Європі, то від турбо-двигуна, об'ємом 1.05 л, відмовилися зовсім, а його місце зайняв 1,3 л «бразилець», який двома роками раніше з'явився на австрійському і швейцарському ринку. Фанати моделі з турбонаддувом, звичайно, були розчаровані, потужності 76-сильного мотора, звичайно, вистачало до такої ж максималки, тобто 178 км/год, але от на гонках зі світлофора атмосферна версія програвала, так як розгін до ста тепер займав 11,5 секунди, замість колишніх 9,5 секунд. У салоні ця модель мала ті ж опції, що і Fire LX, тобто, той же клімат-контроль, електропривод стекол і т. д., але сидіння з більш розвиненою бічною опорою отримали нове забарвлення тканини. На щастя, шанувальники повнопривідної моделі, яка тепер називалася 4WD, навпаки — залишилися у виграші, їхня улюблениця отримала новий 1,1 л двигун з уприскуванням, в іншому вона нітрохи не змінилася, тільки оптика стала іншою.
У листопаді 1989 року Autobianchi, намагаючись підтримувати імідж інноваційної марки, вперше на європейській машині застосувала електронну безступеневу коробку передач (ECVT), розроблену японською фірмою Fuji-Hitachi. Раніше ця дворемінна варіаторна трансмісія вже була випробувана на Subaru Justy. Якщо на FIAT Uno встановлювали варіатор з гідромуфтою, то тут використовувалася електромагнітна, яка робила коробку передач надзвичайно надійною, зношуватися практично нічому, крім двох ременів, управлялася коробка електронними мізками. Комплектація Selectronic виготовлялася на базі Fire LX і нічим, крім трансмісії, від неї не відрізнялася. Динамічні здатності цієї машини не сильно відставали від аналогічної моделі, але з механічною трансмісією максимальна швидкість була на рівні 150 км/год, а розгін до ста займав 15 секунд.
Всі ці комплектації можна було замовити в спеціальній версії — Style, яка готувалася туринською компанією Carrozzeria Coriasco SpA. Ця кузовобудівельна компанія якраз відзначила своє 50-річчя, і стільки ж фірма співпрацювала з компанією FIAT, відома вона не стільки своїми вантажівками і фургонами на базі FIAT 600D Multipla, скільки своїм екзотичним сухопутним човном на шасі FIAT 1100. Будь-яку машину, пропоновану з 1989 року, можна було обладнати цим пакетом. Включав він в себе: шкіряний салон, те що не обшивали шкірою, обробляли алькантарою, кермо використовувалося від Nardi, дерев'яним був і набалдашник коробки передач. Бампер, дзеркала і решітка радіатора забарвлювалися в колір кузова, для машини виготовили нові ковпаки. Як базове обладнання були електропривід стекол, дигітальна панель приладів, протитуманні фари спереду і тоновані стекла.
У 1989 році фірма вирішила взяти участь у перегонах електромобілів, під капот встановили 19-сильний електродвигун, весь салон понатикали акумуляторами, в результаті машина могла розвивати 120 км на годину, але при цьому автономність її становила всього 100 км. Після успішної долі в перегонах, що пройшли в Турині, до 1990 року була підготовлена нова версія Y10 Electrica-2 з електродвигуном потужністю 34 сили, електромобіль розганявся до тих же 120 км/год, але на розгін йшло у нього на 7 секунд менше. У травні 1990 року П'єро Ріссоне і Луїза Цумеллі взяли участь в гонках екологічно чистих автомобілів, у класі автомобілів, масою до 1000 кг, лідирував Ріссоне, але він розбив машину і вибув з перегонів, але Луїза Цумеллі змогла фінішувати другою у своєму класі. Електромобілі мали деякі відмінності від серійної продукції, так задня гальмівна система була дисковою, а не барабанною, але головна родзинка — проєкційна панель приладів. Ще в 1990 році Autobianchi змогла проектувати інформацію на низ лобового скла, правда, італійці так і не змогли впровадити цю фішку в серійне виробництво, як це зробили ще в 1988 американці зі своїм Oldsmobile Cutlass Supreme. Японці використовували лобове скло для проектування з 1989 року, а ось європейці вперше серійно стали встановлювати тільки з 2003 року, це був BMW E60.
У березні 1990 року з лінійки пропали карбюраторні мотори, модель Fire була у зв'язку з цим перейменована в Fire ie. Крім цього, 1.1 л мотор отримав кисневий датчик і каталізатор відпрацьованих газів, ними ж укомплектувалися всі інші версії, а з цього моменту двигун 1.1 л став називатися не Fire, а Europe, в честь того, що концерн FIAT укладався в жорсткі Євродирективи по викидах відпрацьованих газів. На жаль, всі ці нововведення спричинили зниження потужності, так двигун 1.1 л «схуд» з 56 до 50 сил. Спортивний 1.3 л варіант втратив менше, замість 76 сил він тепер видавав 72 к.с.. Практично до липня 1991 року ніяких інших нововведень не було, поки не з'являється версія Y10 Mia. Mia оснащувалася 1.1 л двигуном, її перевагою було те, що замовник міг вибрати три кольори забарвлення типу металік: чорний, синій і зелений; які комбінувалися із салонами з алькантари на вибір із запропонованої колірної гами: бірюзового, білого і кольору охри, з квітня 1992 з'явився і червоний салон. У стандартне устаткування входили електричні склопідйомники, центральний замок всіх дверей, ремені безпеки на задніх сидіннях, ширша гума (155 мм, у базової моделі були 135 мм покришки), ковпаки від моделі GT, на замовлення можна було встановити праве бокове дзеркало і люк на даху. Ця версія виявилася настільки популярною, що склала 40 % продажів.

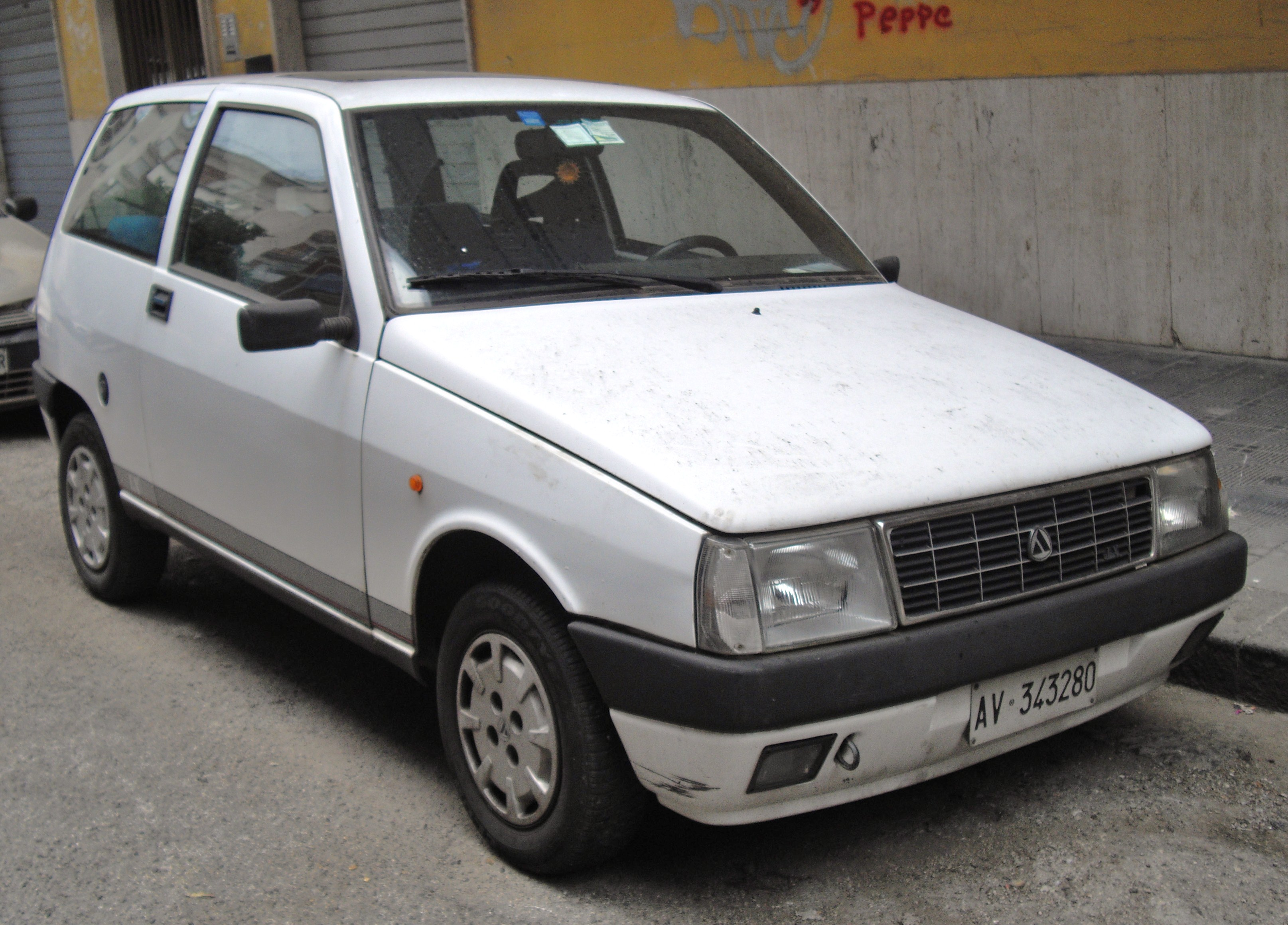
Autobianchi Y10 Ego

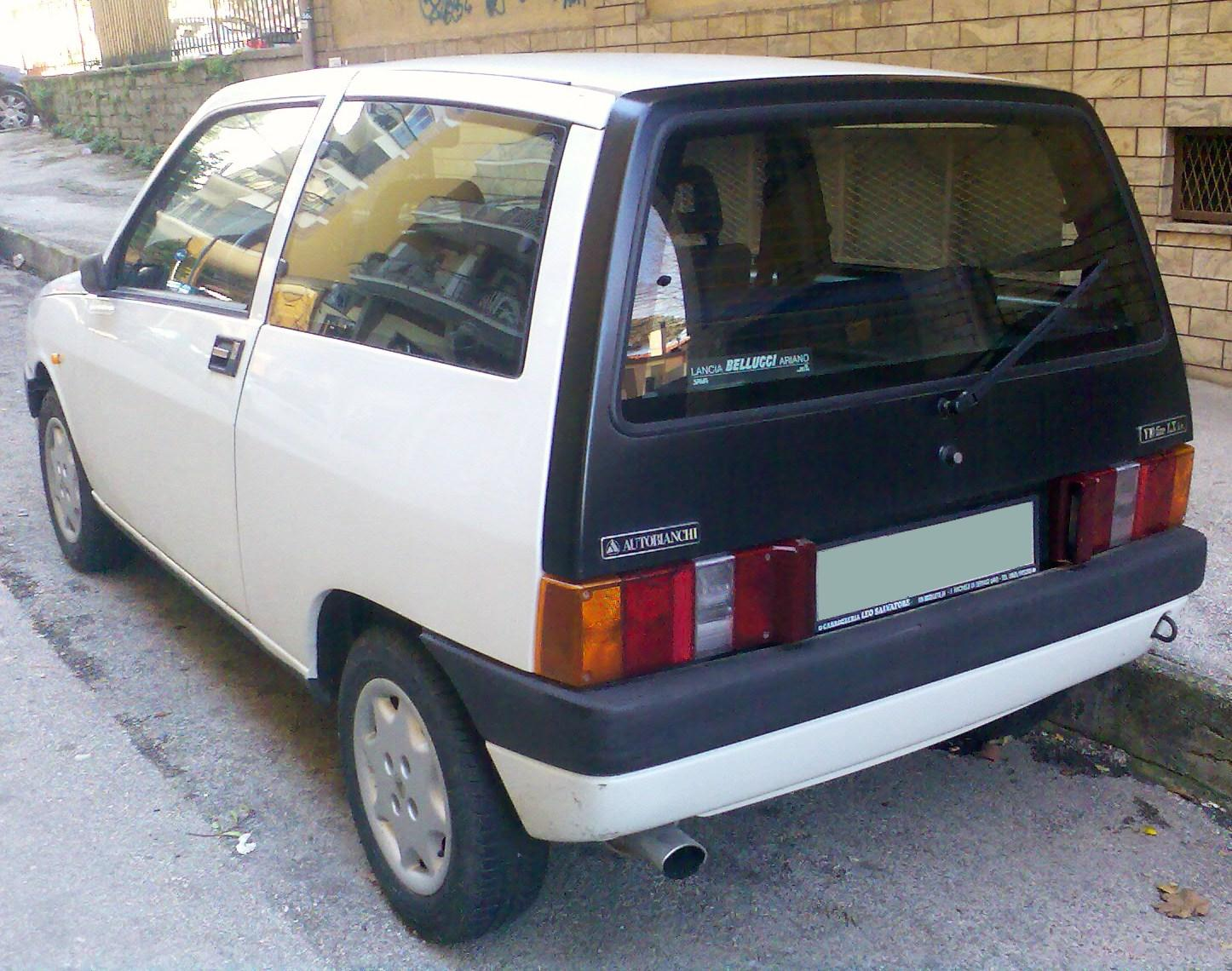
Autobianchi Y10 Ego

У вересні 1991 року з'являється заводська люксова версія — Ego. «Егоїстам» пропонувалася машина чорного кольору, пофарбована фарбою міка, тобто з перламутром, салон оброблявся шкірою Poltrona Frau кольору «болгарський червоний». Шкірою оброблялися не лише сидіння, але й карти дверей, панель приладів, підголівники і кермо, запозичене від GT. Як опції, були хромовані литі диски, насадка на глушник, люк і тоновані стекла, машина виявилася настільки дорогою, що продавалася тільки в багатих країнах типу Швейцарії, Німеччини чи Голландії.

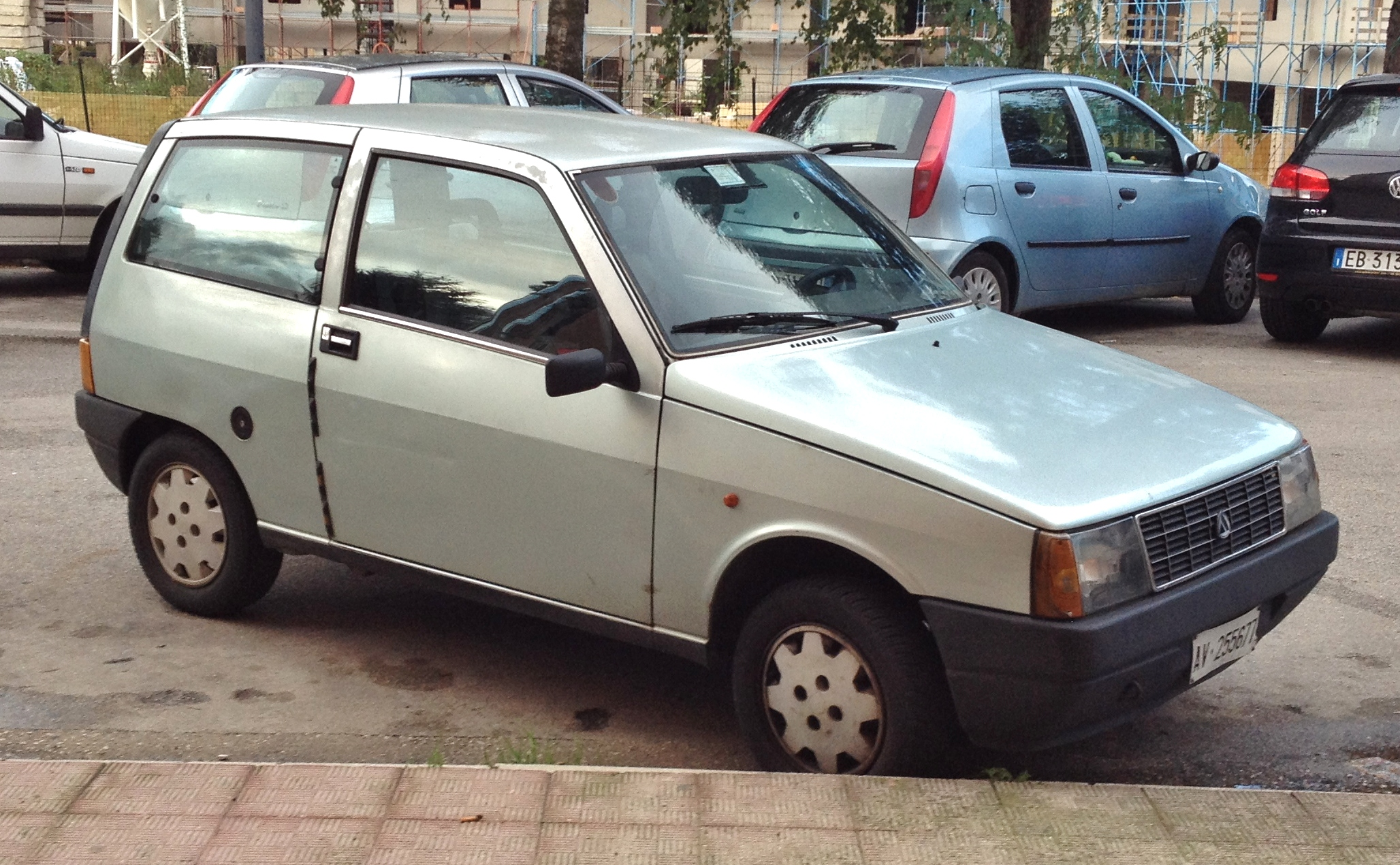
Autobianci Y10 Avenue

У лютому 1992 року виходить у світ комплектація Avenue, основою для якої послужили LX і Selectronic, залежно від трансмісії. Ця версія фарбувалася в фарбу металік кольорів: синій сапфір, зелений нефрит, сірі перли і червоний рубін, причому, багажник також забарвлювався в колір кузова, також зовні машину можна було впізнати за іншими ковпаками коліс, які не ставилися на інші версії. Салон оброблявся алькантарою, тільки, на відміну від комплектації LX, був інший дизайн строк, а також м'які підголівники. На замовлення машина оснащувалася протитуманними фарами, пультом центрального замка, омивачем фар, люком на даху, електроприводом задніх бокових вікон і литими дисками.
Тоді ж з'являється версія Certa, підготовлена фірмою Carrozzeria Marazzi. Карло Марацці працював на Carrozzeria Zagato. У 1962 році відкрив свою справу, а в 1967 році, після того, як Carrozzeria Touring закрилася, Ферручо Ламборгіні звернувся з проханням до сім'ї Марацці (фірмою керував на той час Карло і його сини: Серафимо і Маріо) продовжити збірку кузовів Lamborghini 450GT. Потім на потужностях цієї фірми було виготовлено 18 кузовів для Alfa Romeo 33 Stradale. В 70-ті роки, коли «карроззерії» стали втрачати свої позиції і закриватися одна за одною, Марацці перепрофілювалися на бронювання серійних машин, обстановка в Італії була такою, що відбою в покупцях не було, судді та політики тоді поголовно їздили на броньованих автомобілях, та й мафіозі від них не відставали. Так от, в 1992 році Марацці підготували версію з посиленими замками дверей, вікнами, покритими броньованою плівкою (скло при ударі не обсипалося), в багажнику був вбудований сейфик для зберігання прикрас або грошей, всього було побудовано близько 300 автомобілів цієї комплектації.

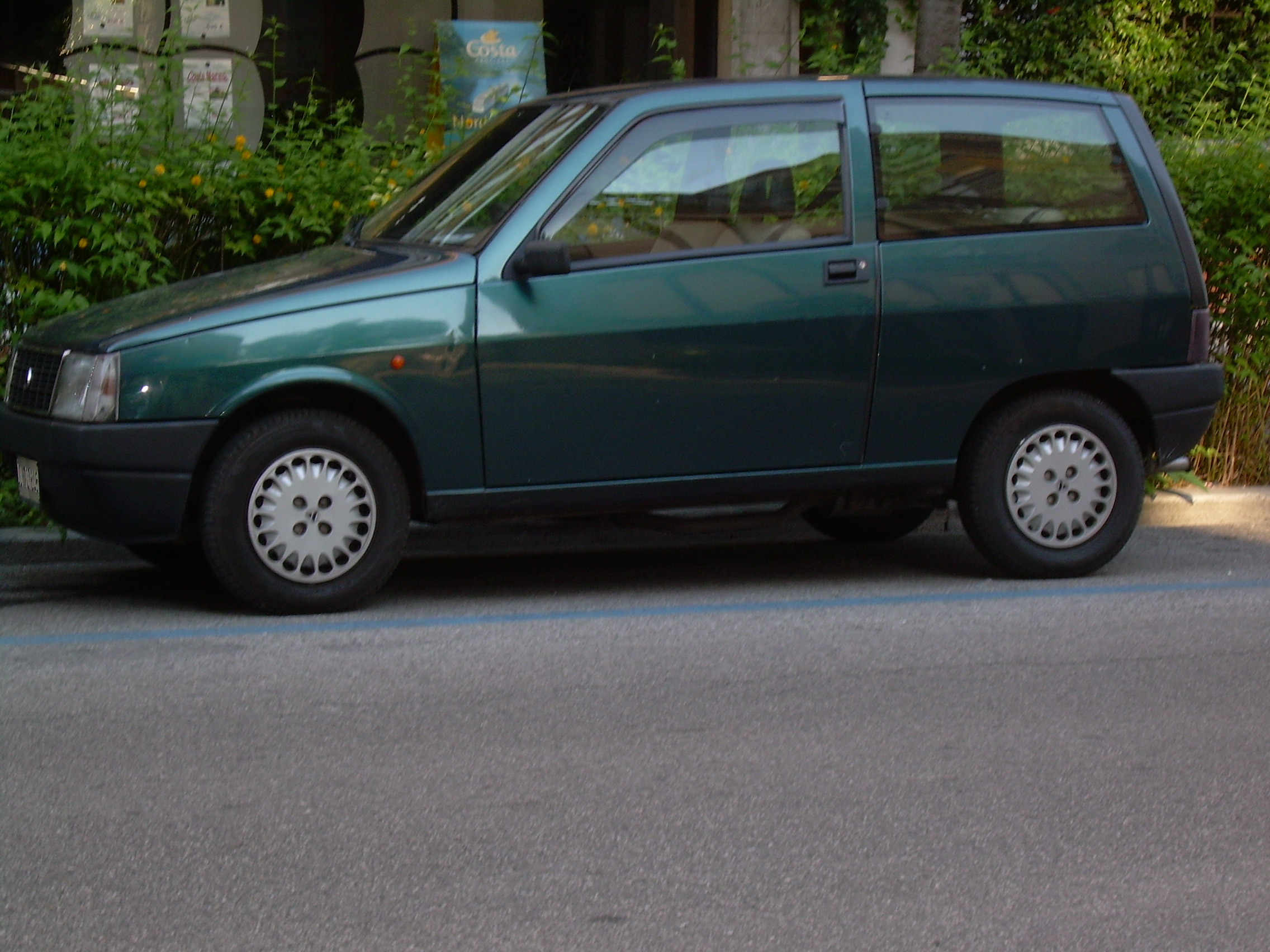
Autobianchi Y10 Serie 3

У вересні 1992 року виходить у світ третє покоління моделі, яка за сім років розійшлася тиражем в 850 тисяч екземплярів, однак випускалася вона тепер не на заводах в Дезіо, які закрилися, а на заводі Alfa Romeo в Арезе. Оновлена машина більше була схожа спереду тепер на Lancia Dedra, задня частина теж була перероблена, задні фари стали ще більшими, через що номер довелося перенести на задній бампер. Салон також був ґрунтовно перероблений, з'явилася нова, більш сучасна, але при цьому менш інформативна панель приладів. У штатне устаткування тепер входила стереосистема фірми Philips, якою можна було керувати за кермом.
Базовим приводом залишився 1.1 л двигун, оснащений тепер електронним уприскуванням Bosch Monomotronic, потужність якого дорівнювала 50 к.с.. Як і колись, існувала і 1.3 л 72-сильна комплектація з інжекторною системою живлення Bosch Jetronic, варіатор також залишився в списку опцій, як і повнопривідна версія.

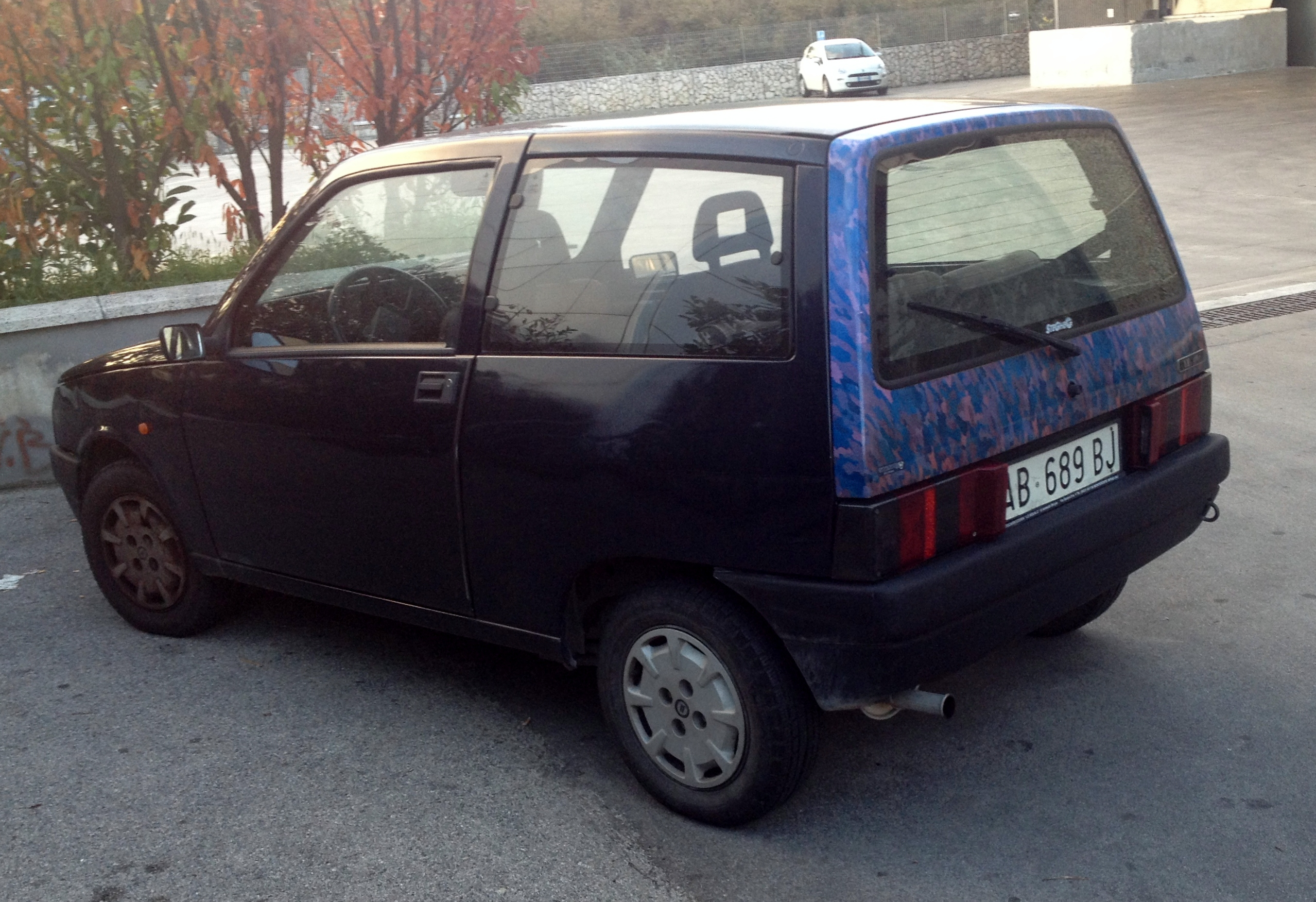
Autobianchi Y10 Mia

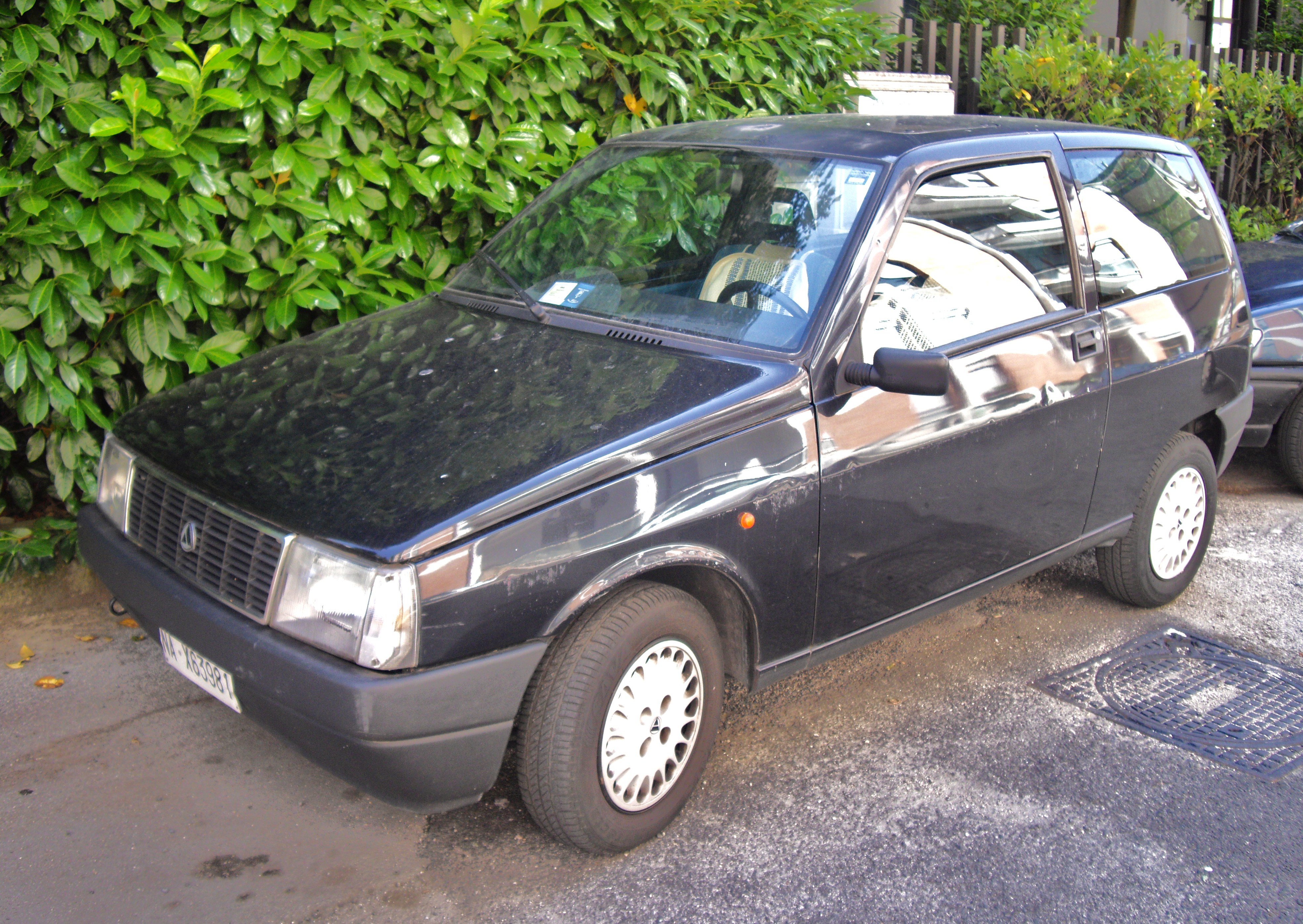
Autobianchi Y10 Mia

Відкривала модельний ряд комплектація 1.1, потім слідувала комплектація 1.1 Elite, яка замінила колишній LX, на відміну від базової версії, у неї був тахометр на панелі приладів. Цю комплектацію також можна було оснастити кондиціонером, вона ж пропонувалася і з 1.3 л двигуном. Збереглася і комплектація Avenue, яка пропонувалася тільки з 1.1 л мотором, але її, як і 1.1 Elite, можна було замовити з варіатором Selectronic. Повнопривідні Y10 4WD стали трохи нижчими, в іншому технічних нововведень не було, крім двигуна з новою системою живлення. Збереглася і комплектація Mia, яка дозволяла індивідуалізувати свій автомобіль, так крім спеціального фарбування кузова власник міг замовити принт кришки багажника, наприклад, у вигляді дерев'яних дощок, мармуру та ін..

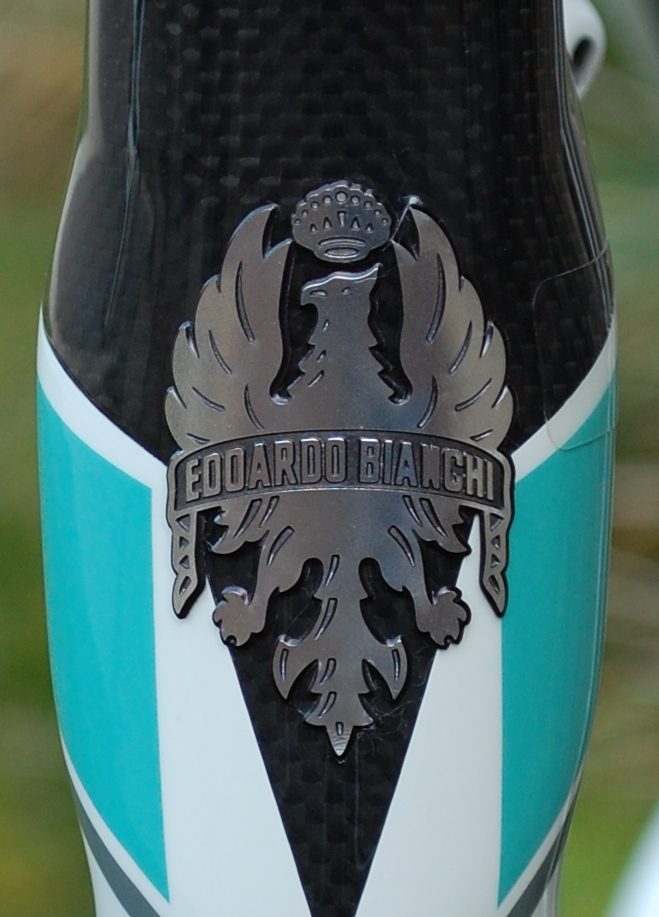
Сучасний логотип на велосипеді Bianchi

У вересні 1994 року були переглянуті комплектації автомобілів, зі старих збереглася тільки Avenue. Самі машини отримали нову систему живлення, яка відповідала нормам токсичності Євро 2, при цьому піднялася потужність двигунів — до 55 к.с.. Тепер відкривала модельний ряд комплектація Junior, яка була еквівалента раніше Elite, потім йшла Igloo, яка в базовому оснащенні обладнана кондиціонером. Версія з варіатором стала називатися Ville, від французького — «Місто», ім'я поміняла і повнопривідна версія, яка стала носити назву Sestrieres, при цьому у неї в колір кузова стала фарбуватися і кришка багажника.

## Припинення виробництва автомобілів Autobianchi
На зиму 1996 року була запланована прем'єра нового покоління маленької машини, побудованої на базі FIAT Punto. Але так як керівництво концерну FIAT вирішило, що нерозсудливо просувати одну і ту ж машину під двома брендами, то в грудні 1995 року були виготовлені останні автомобілі марки Autobianchi, до цього часу по світу розійшлося вже 1 200 000 екземплярів моделі Y10. А нові машини пішли в серію тільки під маркою Lancia, і називатися стали вони Y, з 2003 року — Ypsilon. За іронією долі тепер марка Lancia сама тримається на волосині від смерті, і тримається на плаву лише завдяки сімейству, яке дісталося їй у спадок від Autobianchi.

## Сучасний стан компанії
Сьогодні велосипедне виробництво Bianchi належить шведам — Cycleurope A.B., в концерн входять також такі велосипедні марки як Legnano, Puch, Chiorda, Monark, Crescent, DBS, Kildemoes, Everton, Micmo і Gitane. Мотоциклетне відділення було викуплено Piaggio. А ось права на марку Autobianchi належать Registro Autobianchi — офіційному клубу цієї марки, вони викупили права на марку.

## Список легкових автомобілів Bianchi
- 1900 — Bianchi 4HP
- 1903 — Bianchi 4,5HP
  - Bianchi 6HP
  - Bianchi 8HP
  - Bianchi 10HP
  - Bianchi 12HP
- 1906 — Bianchi Tipo C
  - Bianchi Tipo D
  - Bianchi Tipo E
- 1908 — Bianchi Tipo G
- 1913 — Bianchi Tipo A
- 1914 — Bianchi Tipo S1
  - Bianchi Tipo B1
- 1915 — Bianchi Tipo S2
- 1916 — Bianchi Tipo B2
- 1919 — Bianchi Tipo S15
- 1923 — Bianchi Tipo S16
  - Bianchi Tipo S18
- 1924 — Bianchi Tipo S20
  - Bianchi Tipo S4
- 1927 — Bianchi Tipo S5
- 1928 — Bianchi Tipo V3
- 1929 — Bianchi Tipo V8
- 1931 — Bianchi Tipo S8
- 1934 — Bianchi Tipo S9

## Список автомобілів Autobianchi
- 1957 — Autobianchi Bianchina
- 1963 — Autobianchi Stellina
- 1964 — Autobianchi Primula
- 1969 — Autobianchi A111
  - Autobianchi A112
- 1986 — Autobianchi Y10